# Historia de la República de las Dos Naciones (1569-1648)
La Historia de la Mancomunidad de Polonia-Lituania (1569-1648) abarca un período de la historia de Polonia y Lituania que acaba con las encarnizadas guerras que aquejaron al Estado conjunto a mediados del siglo XVII. La Unión de Lublin de 1569 estableció la República de las Dos Naciones o Mancomunidad de Polonia-Lituania, un Estado federal más compenetrado que la mera unión personal que había existido hasta entonces entre ambos países. La Unión la gestionaba en gran medida la nobleza polaca, lituana y rutena —estas últimas cada vez más polonizadas— mediante un sistema de Parlamento central y de asambleas locales (las dietinas) y la encabezó desde 1573 reyes elegidos por la aristocracia. El sistema de gobierno de la nobleza, que era más numerosa que en cualquier otro país europeo, constituía un sofisticado sistema democrático primitivo que contrastaba con las monarquías absolutas predominantes por entonces en el resto de Europa.

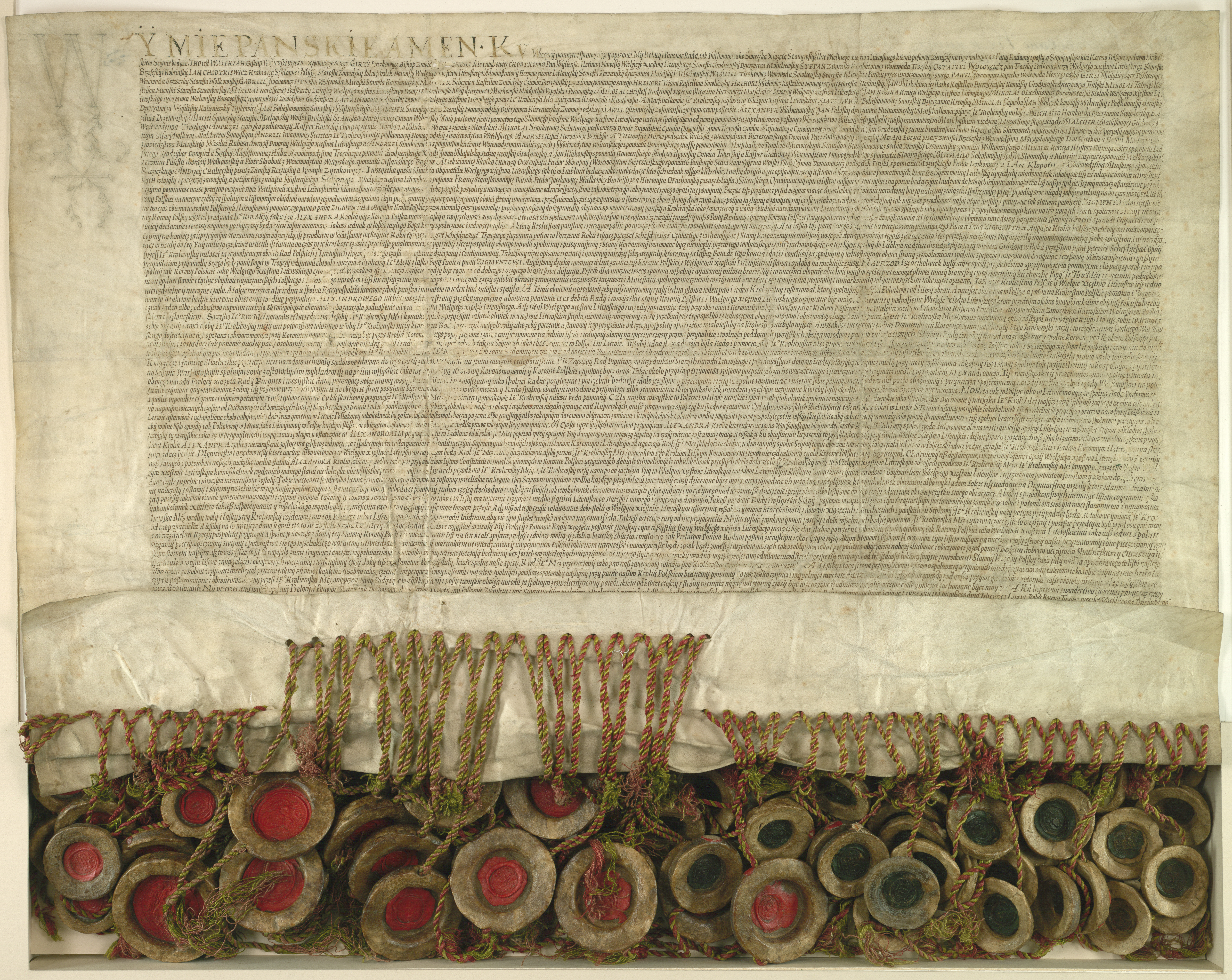
La Unión de Lublin que unió al Reino de Polonia y al Gran Ducado de Lituania en 1569.

La unión polaco-lituana era en aquella época una potencia muy influyente en Europa y una entidad cultural destacada, que extendió la cultura occidental hacia el este del continente. En la segunda mitad del siglo XVI y en la primera del siglo XVII, la Mancomunidad polaco-lituana era un Estado enorme de la Europa central y oriental con una extensión de casi un millón de kilómetros cuadrados.
Después de los avances de la Reforma protestante (la Confederación de Varsovia (en) de 1573 fue la culminación de un proceso único en Europa que aseguró la libertad de culto en el país), la Iglesia católica llevó a cabo una contraofensiva ideológica y una Contrarreforma que atrajo numerosos conversos del protestantismo. Había ciertos desacuerdos y dificultades en cuanto a la asimilación de las poblaciones rutenas que poblaban los territorios orientales de la mancomunidad; al principio (finales del siglo XVI), se manifestaron en la Unión de Brest, que dividió a la Cristiandad oriental de la mancomunidad y en una serie de levantamientos cosacos.
Fue una potencia militar especialmente durante el reinado Esteban I Báthory, pero su poderío decayó luego durante los de los reyes de la dinastía Vasa, Segismundo III y Vladislao IV, que se enfrascaron en disputas dinásticas. Surgieron también conflictos internos que protagonizaron los reyes, los poderosos magnates —la alta nobleza— y las fracciones aristocráticas. La mancomunidad libró contiendas con Rusia, Suecia y el Imperio otomano. Algunos de los poderosos vecinos de la mancomunidad también arrostraron dificultades y aprovechándolas el Estado polaco-lituano trató de dominar el este de Europa, en particular sojuzgar Zarato moscovita. Aunque la república se coligó con los Habsburgo, no participó directamente en la guerra de los Treinta Años.
En 1577, el zar Iván IV de Rusia invadió la región de Livonia y se adueñó de casi toda ella; esto empujó a Polonia-Lituania a entrar en guerra. La victoriosa contraofensiva dirigida por el rey Esteban Báthory y Jan Zamoyski dio como resultado la paz de 1582, que le permitió a la mancomunidad recuperar gran parte del territorio en disputa con Rusia y a los suecos apoderarse del norte de la región (Estonia). Segismundo III proclamó Estonia parte de la mancomunidad en 1600, lo que desencadenó una guerra con Suecia por Livonia que guerra duró hasta 1611 y acabó sin un vencedor claro.
En 1600, mientras el Zarato moscovita se encontraba en un período de inestabilidad, la mancomunidad propuso una unión con el Estado ruso. Esta maniobra no fructificó y los intentos posteriores, que incluyeron invasiones militares, negociaciones diplomáticas, manipulaciones dinásticas y otras maquinaciones, también fracasaron. Las diferencias entre las dos sociedades e imperios resultaron insuperables a la postre, pero este conflicto le permitió al Estado polaco-lituano en 1619, después de la Paz de Deúlino, alcanzar su máxima extensión, aunque al precio de debilitarse por el enorme esfuerzo militar al que se había sometido en las campañas rusas.
En 1620, el Imperio otomano del sultán Osman II declaró la guerra a la Mancomunidad. En la desastrosa batalla de Tutora, pereció el hetman Stanisław Żółkiewski y la mancomunidad quedó casi inerme ante los ejércitos invasores turco-tártaros. Se produjo entonces una gran leva para asegurar la defensa del país, que se logró gracias a la resistencia del hetman Jan Karol Chodkiewicz a la feroz acometida del enemigo en la batalla de Jotín (1621). Se disputaron más contiendas con los otomanos, en 1633-1634; durante todo el periodo, amplios territorios de la república sufrieron las incursiones de los tártaros, que las emprendían para hacer cautivos que vendían como esclavos.
La guerra con Suecia, donde reinaba ya Gustavo Adolfo, se reanudó en 1621 por el ataque sueco a Riga; los suecos se apoderaron de gran parte de Livonia y de la costa del Báltico hasta Puck y bloquearon Dánzig. Pese al agotamiento causado por los demás conflictos, la Mancomunidad emprendió un contraataque en 1626-1627 gracias al talento militar del hetman Stanisław Koniecpolski y la ayuda austriaca. Sin embargo, la presión de varias potencias europeas detuvo la ofensiva polaco-lituana y determinó que se firmase la Tregua de Altmark, que le permitió a Gustavo Adolfo conservar gran parte de sus conquistas.
En 1632, se desató atra guerra con el Zarato moscovita, que terminó, empero, sin cambios en la situación entre los dos países. A continuación el rey Vladislavo IV acometió la recuperación de las tierras que le había arrebatado Suecia. Al terminar la guerra, Suecia evacuó las ciudades y los puertos de la Prusia Real, pero conservó la mayoría de Livonia. Curlandia, que permaneció en posesión de la Mancomunidad, prosperó como territorio de paso del comercio lituano con el Báltico. Por otro lado, la posición de la mancomunidad se fue debilitando en el Prusia frente a los duques de la dinastía Hohenzollern, que prestaron homenaje por última vez a los soberanos polaco-lituanos en 1641.

## Monarquía electiva y república de la nobleza

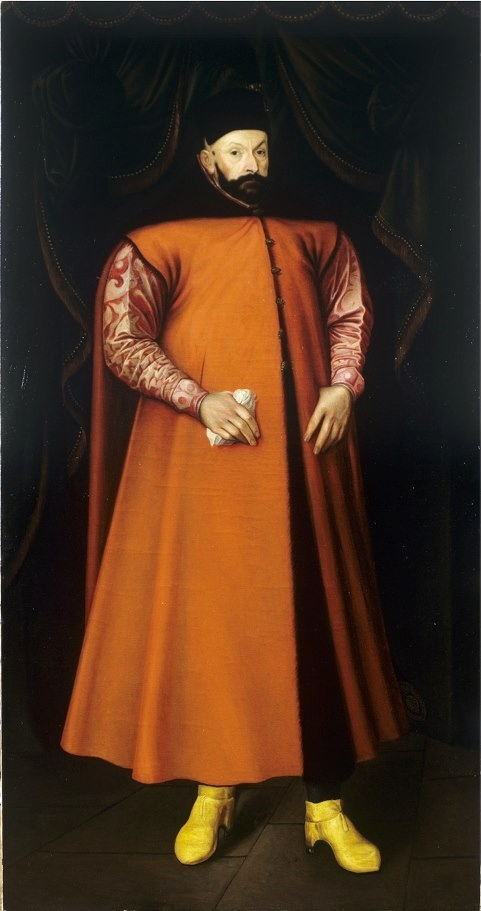
Esteban I Báthory fue uno de los extranjeros elegidos reyes.

A principios de la mancomunidad, en la segunda mitad del siglo XVI, Polonia-Lituania se transformó en una monarquía electiva, en la que la nobleza elegía al rey. El soberano escogido desempeñaba vitaliciamente el cargo, y a su muerte se celebraba una nueva elección. A este tipo de monarquía se la llama a menudo rzeczpospolita o república, por la gran influencia que en ella ejercía la nobleza, una clase social única pero heterogénea.
En 1572, Segismundo II Augusto Jagellón, el último rey de la dinastía Jagellón, murió sin herederos. El sistema político no estaba preparado para esta eventualidad, pues no existía un método para escoger un nuevo rey. Después de muchos debates, se llegó a la conclusión que al siguiente soberano lo escogiese la nobleza entera de Polonia y Lituania. La votación se llevaría a cabo en Wola, cerca de Varsovia.
La elección de los reyes polacos duró hasta las Particiones de Polonia. Los reyes elegidos en orden cronológico fueron: Enrique de Valois, Ana Jagellón de Polonia, Esteban I Báthory, Segismundo III Vasa, Vladislao IV Vasa, Juan II Casimiro Vasa, Miguel Korybut Wisniowiecki, Juan III Sobieski, Augusto II de Polonia, Stanisław Leszczyński, Augusto III de Polonia y Estanislao II Poniatowski.

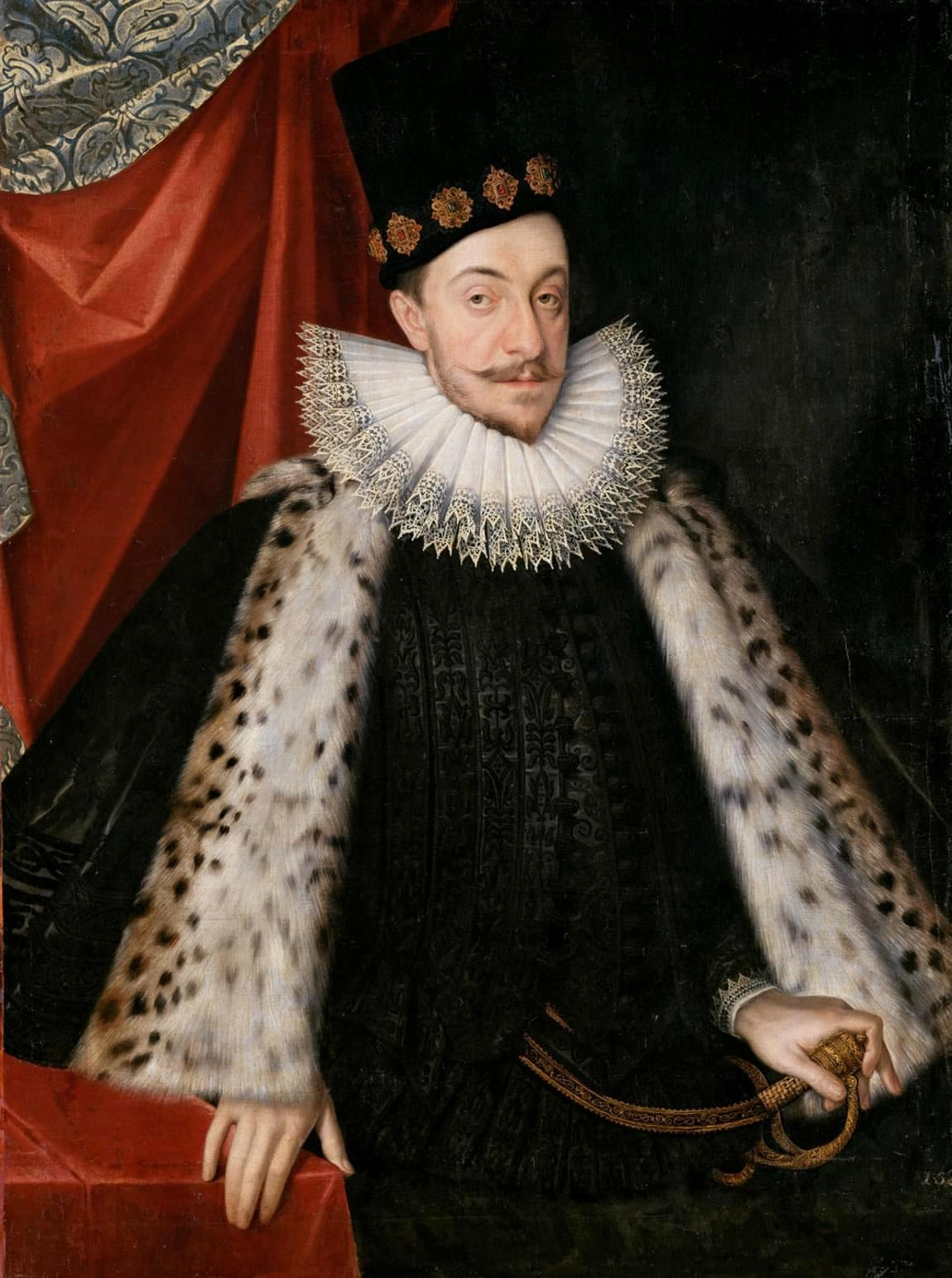
El reinado de Segismundo III Vasa tuvo luces y sombras, pero fue muy largo: duró casi cuarenta y cinco años.

La primera elección real se llevó a cabo en 1573. Los candidatos que se postularon para el cargo fueron: Enrique de Valois, hermano del rey Carlos IX de Francia; el zar Iván IV de Rusia; el archiduque Ernesto de Austria; y el rey Juan III de Suecia. Los nobles escogieron a Enrique de Valois. Pero apenas cuatro meses más tarde, le informaron que su hermano, el rey de Francia, había muerto. Entonces abandonó su puesto y marchó a Francia, donde sucedió a su hermano en el trono como Enrique III.
Pocos reyes lograron dejar una marca en la Mancomunidad. Esteban Báthory se había propuesto recuperar el poder del monarca, que poco a poco se había ido deteriorando, aunque para ello tuviese que enfrentarse a la poderosa nobleza. Segismundo III, Vladislao IV y Juan Casimiro pertenecían a la dinastía Vasa de Suecia; la preocupación con los asuntos extranjeros y de la dinastía les impidieron concentrarse en dar estabilidad a Polonia-Lituania. Juan III Sobieski dirigió el socorro de Viena en 1683, que resultó ser la última gran victoria de la «República de las Dos Naciones». Estanislao II Poniatowski, el último de los reyes polacos, fue una figura controvertida. Por un lado, impulsó las importantes y constructivas reformas que emprendió tardíamente la mancomunidad. Por otro, su debilidad y titubeos, en especial en sus tratos con el Zarato moscovita, abocaron al desastre tanto las reformas que había favorecido como al país mismo.

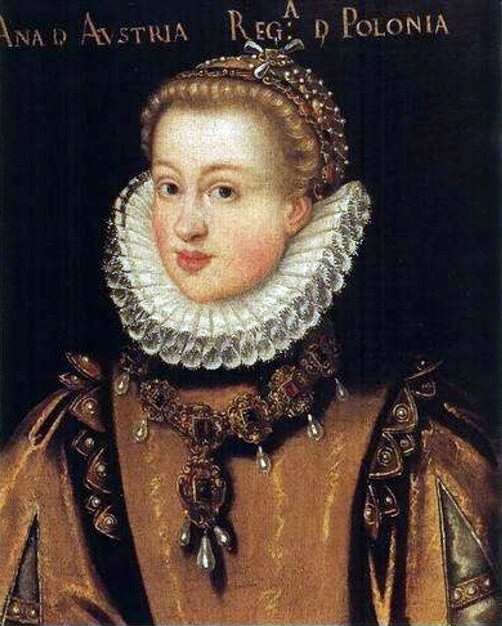
Ana de Habsburgo, la primera esposa de Segismundo III.

La mancomunidad Polaco-Lituana, a partir de la Unión de Lublin, resultó un modelo político que contrastaba con las monarquías absolutas que por entonces se extendían por Europa. Su sistema político cuasi democrático de la «Libertad Dorada», aunque limitado a la nobleza, no tenía precedentes en la historia de Europa. Supuso un precedente fundamental para el desarrollo posterior de las monarquías constitucionales de Europa.
Sin embargo, las peleas por el poder entre la baja nobleza (szlachta), la alta nobleza (los magnates) y los reyes acabaron con los valores de la ciudadanía y minaron gradualmente la capacidad del Gobierno de imponer su autoridad, gestionar los asuntos públicos y brindar protección al país. El procedimiento infame del liberum veto se usó para paralizar las sesiones parlamentarias en la segunda mitad del siglo XVII. Tras una serie de guerras muy dañinas que el país libró a mediados del siglo XVII (las más notables fueron la rebelión de Jmelnitski y El Diluvio), Polonia-Lituania dejó de ser una potencia en la política europea. Se calcula que la república perdió un tercio de la población en estas contiendas de mediados de siglo (pérdidas mayores las sufridas en la Segunda Guerra Mundial). La dependencia de la nobleza de la agricultura y la servidumbre perjudicó la economía y el crecimiento; unida a la debilidad de la burguesía, retrasó la industrialización del país.
A principios del siglo XVIII, la Mancomunidad polaco-lituana, aún uno de los Estados europeos más grandes y populosos, era poco más que un peón de sus vecinos (el Imperio ruso, Prusia y Austria), que se entrometían en la política nacional a placer. En la segunda mitad del siglo, las potencias vecinas fueron arrebatándole territorios en varias particiones hasta que en la tercera dejó de existir.

## Evolución económica y social

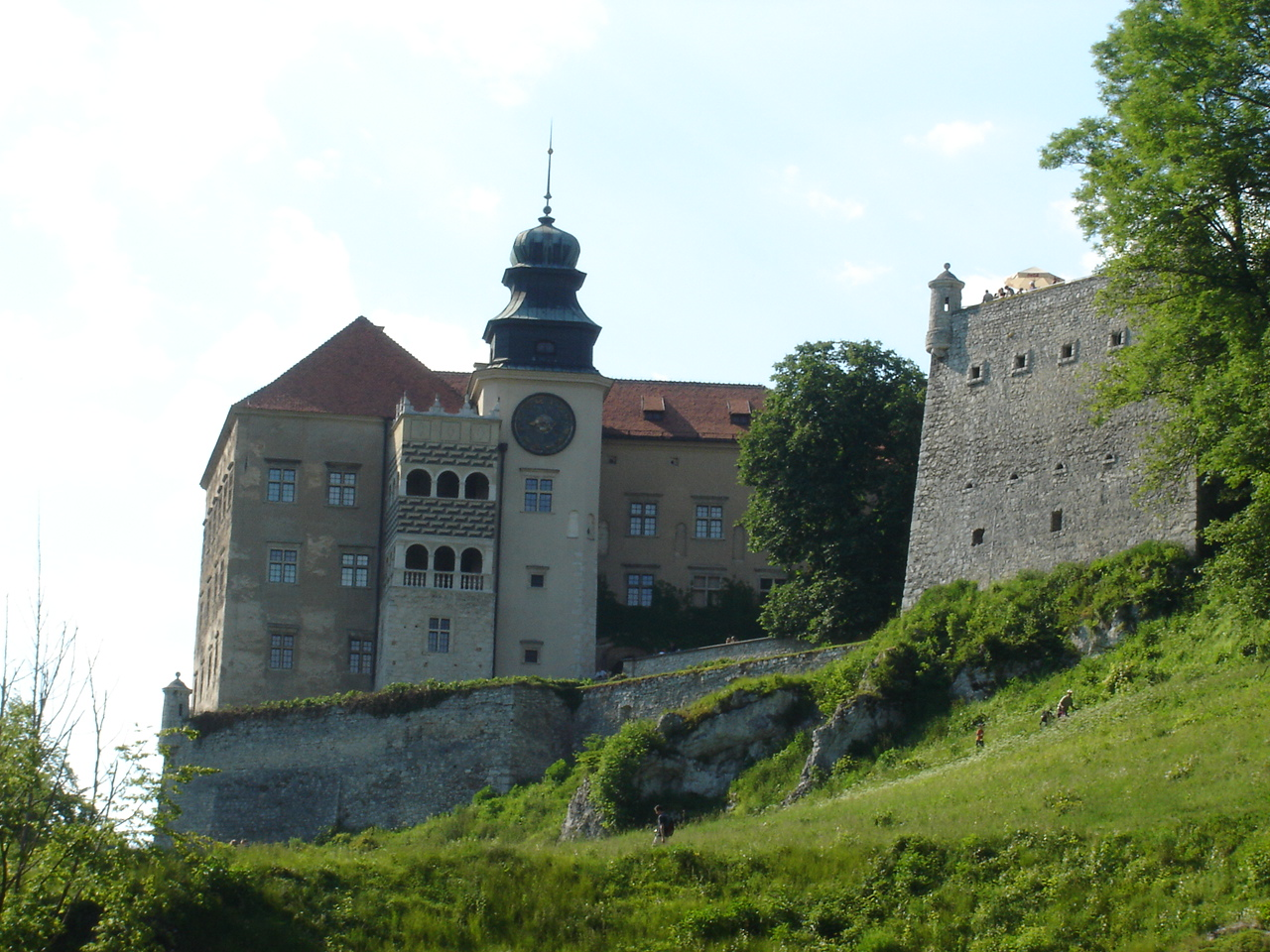
El castillo de Pieskowa Skala.

La primera señal de la crisis de 1580 fue el fin del aumento de los precios de los alimentos, que marco el cese de la expansión comercial de los productos agrícolas en Europa oriental. Luego hubo una disminución importante en los precios de los productos de la agricultura, que aquejó primero a Europa occidental. El apogeo de esta crisis que afectó gravemente a las economías serviles del este europeo se alcanzó a finales del XVII. La llegada de plata americana desde Europa occidental suscitó la devaluación de la moneda en torno a 1620, lo que agudizó la crisis. Sin embargo, por entonces aún grandes cantidades de grano polaco se exportaban desde el puerto báltico de Danzig (Gdańsk). La nobleza de la mancomunidad tomó una serie de medidas para combatir la crisis y mantener la productividad, entre ellas, aumentar las onerosas cargas de los siervos. Los nobles también compraron o arrebataron propiedades a los campesinos más acomodados, un fenómeno muy común en la segunda mitad del siglo XVII.

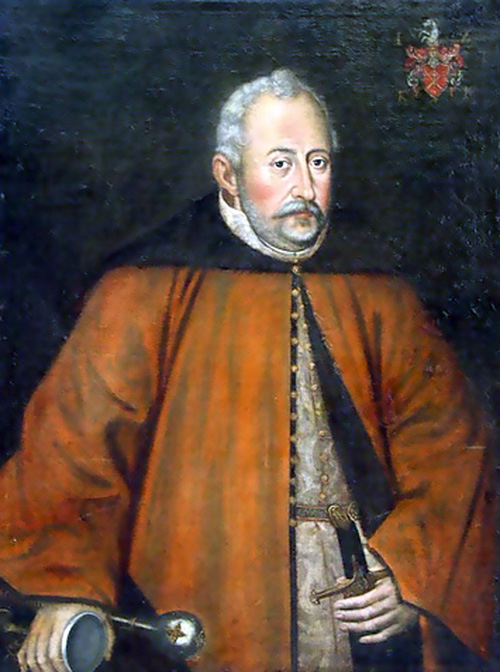
Jan Zamoyski

El capital financiero y la burguesía favorecieron el desarrollo de la minería y de la metalurgia en la mancomunidad a principios de este periodo histórico. A finales del siglo XVI, existían cientos de herrerías en el país. Las primeras fundiciones aparecieron en la primera mitad del siglo siguiente. También se desarrolló la minería y la metalurgia de la plata, el cobre y el plomo. La expansión de la producción de sal se llevó a cabo en Wieliczka, Bochnia y otros lugares. Sin embargo, de 1700 en adelante, los propietarios de tierras, que usaban trabajo servil, se apropiaron de algunas empresas industriales, lo que determinó que estas se sumiesen en el abandono y la negligencia en la segunda mitad del siglo XVII.
Danzig había permanecido prácticamente autónoma y defendió con firmeza su privilegiada situación y el monopolio del comercio exterior del que gozaba. Los Estatutos de Karnkowski de 1570 concedieron a los reyes polacos el control del comercio marítimo, pero ni siquiera Esteban Báthory, que realizó una intervención armada contra la ciudad, logró aplicarlos. Otras ciudades polacas también se mantuvieron prósperas durante la primera mitad del siglo XVII, pero las guerras de mediados de este diezmaron a las clases urbanas.
Durante la primera mitad del siglo XVII, se trató de implantar un sistema legal que evitase toda movilidad social. La nobleza no alcanzó, empero, su objetivo de aislarse de las clases bajas; siguió habiendo cambios de clase e incluso los campesinos en ocasiones ingresaron en la aristocracia. Después, muchos clanes polacos de la szlachta tuvieron este origen «ilegítimo». La nobleza trató de justificar su primacía social y política mediante la ideología denominada «sarmatismo».

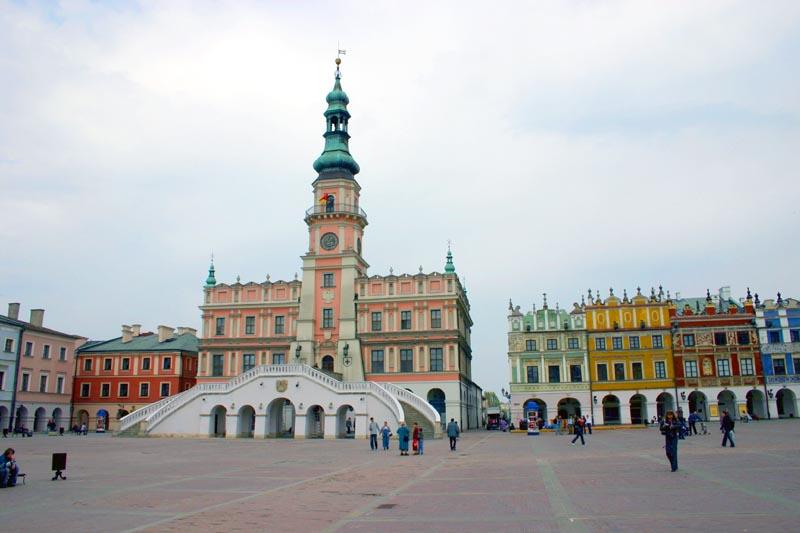
Zamość

La Unión de Lublin aceleró el proceso de la polonización de los estratos nobles y privilegiados de lituanos y rutenos; este acontecimiento retrasó el surgimiento del nacionalismo en las poblaciones de la región oriental de la mancomunidad. En 1563, Segismundo Augusto permitió que la nobleza lituana ortodoxa tuviera acceso a los cargos más altos del Gran Ducado de Lituania, pero para entonces la concesión era casi irrelevante: apenas quedaban ya nobles ortodoxos y la Contrarreforma católica en poco tiempo la anuló. Varias familias de la alta nobleza oriental eran de origen ruteno; su inclusión en la Corona reforzó a la alta nobleza tanto en lo político como en lo económico. La nobleza menor quedó paulatinamente sometida a esta, al no aliarse con los cosacos ucranianos para contrarrestar el nuevo poderío de la alta aristocracia. A los campesinos se les oprimió con mayores cargas. Así, la expansión de la mancomunidad polaco-lituana agravó las tensiones sociales y nacionales, lo que originó inestabilidad en el sistema político y finalmente desencadenó la crisis de la «República de los Nobles».

## Cristianismo occidental y oriental: la Contrarreforma y la Unión de Brest
.

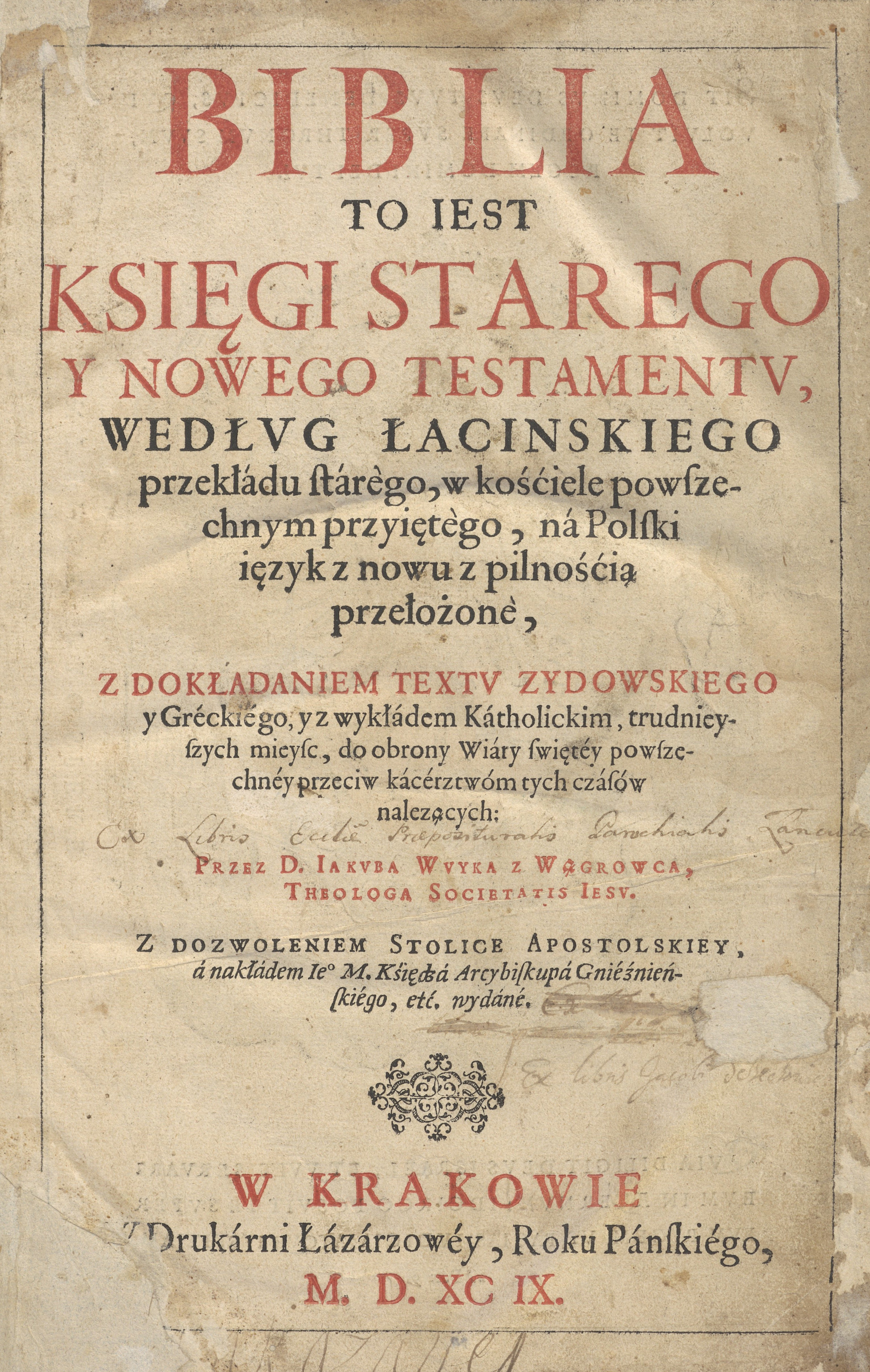
La traducción de la Biblia de Jakub Wujek fue muy popular durante siglos

En el siglo XVII, la mayor parte de la nobleza de la mancomunidad, cada vez más uniforme y polonizada, se mantuvo en la fe católica; muchos de aquellos que antes la habían abandonado volvieron a ella. Ya el Acuerdo de Sandomierz de 1570 tenía un carácter defensivo para el protestantismo frente a la amenaza que suponía la Contrarreforma católica. El acuerdo fortaleció la posición protestante y facilitó la aparición en 1573 de la Confederación de Varsovia, que garantizaba la libertad de culto.
A finales del siglo XVI, en el apogeo de la Reforma en la mancomunidad, había cerca de mil congregaciones protestantes, casi la mitad de ellas calvinistas. Medio siglo después, solo habían perdurado la mitad; el luteranismo burgués fue el que sufrió la menores pérdidas, mientras que las mayores se dieron entre la nobleza calvinista y antitrinitaria (las «hermandades polacas»). El cierre de la Academia Racoviana y de una imprenta en Raków por blasfemia en 1638 auguraron mayores problemas para los protestantes.

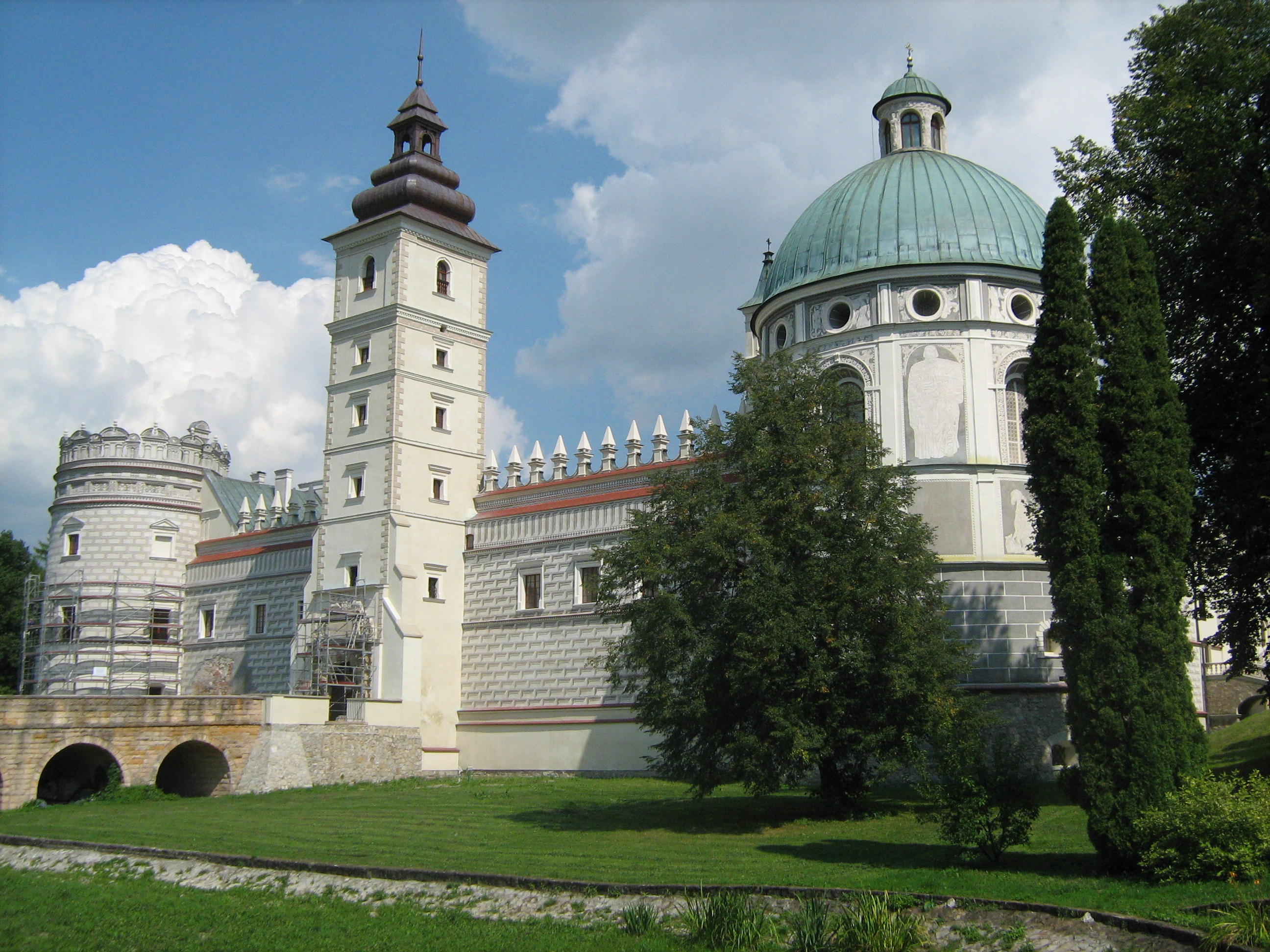
Castillo de Krasiczyn

Paradójicamente, la extensión de la Contrarreforma se produjo en un país sin guerras religiosas y en que el Estado no había colaborado con la Iglesia católica en la erradicación o limitación de las demás variantes cristianas. Entre los factores responsables del éxito de la Contrarreforma se encuentran la escasez de protestantes entre las masas populares, especialmente entre los campesinos; el catolicismo de los reyes; el escaso interés en la causa de los nobles una vez que se logró la tolerancia religiosa; las divisiones internas en el movimiento protestante; y la creciente propaganda de la Iglesia católica.
Las disputas teológicas entre protestantes y católicos al principio enriquecieron la vida intelectual de la Mancomunidad. La Iglesia católica respondió al reto que le suponía la Reforma con reformas internas, según las conclusiones del Concilio de Trento, que la Iglesia polaca aceptó en 1577, pero que aplicó solamente de 1589 en adelante, a lo largo del siglo XVII. Anteriormente habían existido algunos intentos de reforma cuya iniciativa provino del clero menor; a partir de 1551 aproximadamente, se unieron a estos los del obispo Estanislao Hosio de Warmia, ardiente reformador aunque todavía por entonces sin émulos en la jerarquía polaca. En torno a finales del siglo XVI, las diócesis polacas quedaron en manos de obispos educados en Roma, con lo que mejoró la disciplina del clero y se acentuaron las actividades de la Contrarreforma.

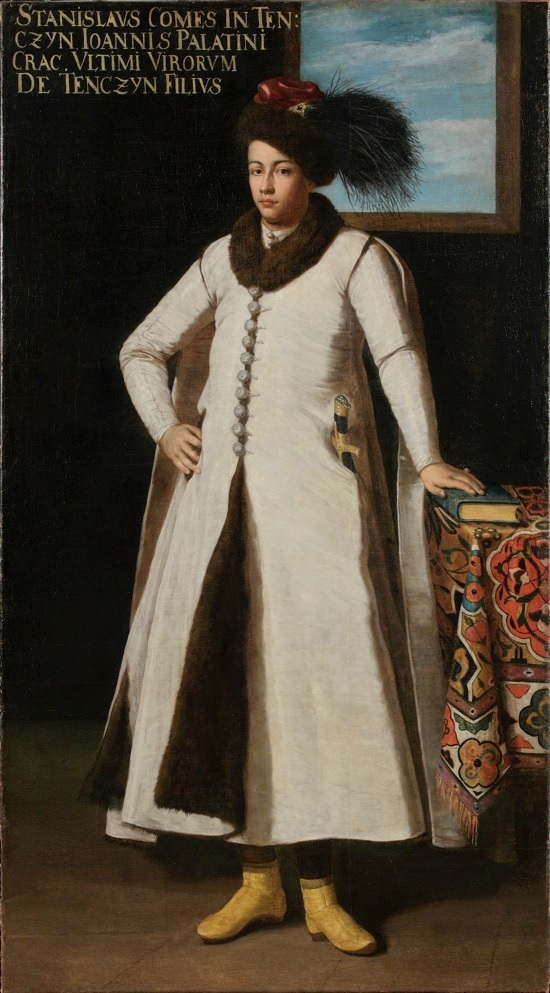
Stanisław Tęczyński, miembro de una familia magnate, la alta nobleza de la mancomunidad.

Hosio llevó a los jesuitas a Polonia y les construyó el colegio en Braniewo en 1564. Se fundaron numerosas instituciones educativas y residencias de jesuitas en las décadas siguientes, a menudo cerca de los centros de la actividad protestante. Los sacerdotes jesuitas eran seleccionados cuidadosamente, tenían orígenes nobles y urbanos y ostentaban una esmerada educación. Alcanzaron gran influencia en la corte y trabajaron con empeño en todos estamentos de la sociedad. Los programas educativos de los jesuitas y la propaganda de la Contrarreforma utilizaban muchas técnicas innovadoras de publicidad, muchas veces adaptadas a aquellos a los que iban destinados, así como métodos más tradicionales pero efectivos de instrucción humanista. Entre los jesuitas polacos más destacados se cuentan el predicador Piotr Skarga y el traductor de la Biblia Jakub Wujek.
Para contrarrestar el atractivo de la iglesia nacional defendida por los protestantes, los católicos decidieron «polonizar» la Iglesia católica en la mancomunidad, introduciendo diversos elementos nativos para hacerla más accesible y atractiva al pueblo. La jerarquía eclesiástica aprobó la idea y los cambios que se llevaron a cabo durante el siglo XVII definieron el carácter del catolicismo polaco de los siguientes siglos.
El apogeo de la Contrarreforma acaeció en torno al cambio de siglo, en los primeros años del reinado de Segismundo III Vasa quien, en colaboración con los jesuitas y otros círculos de la Iglesia, trató de aumentar los poderes del soberano en el sistema político de la república. El rey trató de reservar los altos cargos exclusivamente a los católicos. Hubo además revueltas antiprotestantes en algunas ciudades. Durante la Rebelión de Sandomierz de 1606, numerosos protestantes participaron en el movimiento contra Segismundo. Sin embargo, no pudieron evitar la vuelta al catolicismo de la mayoría de la nobleza.

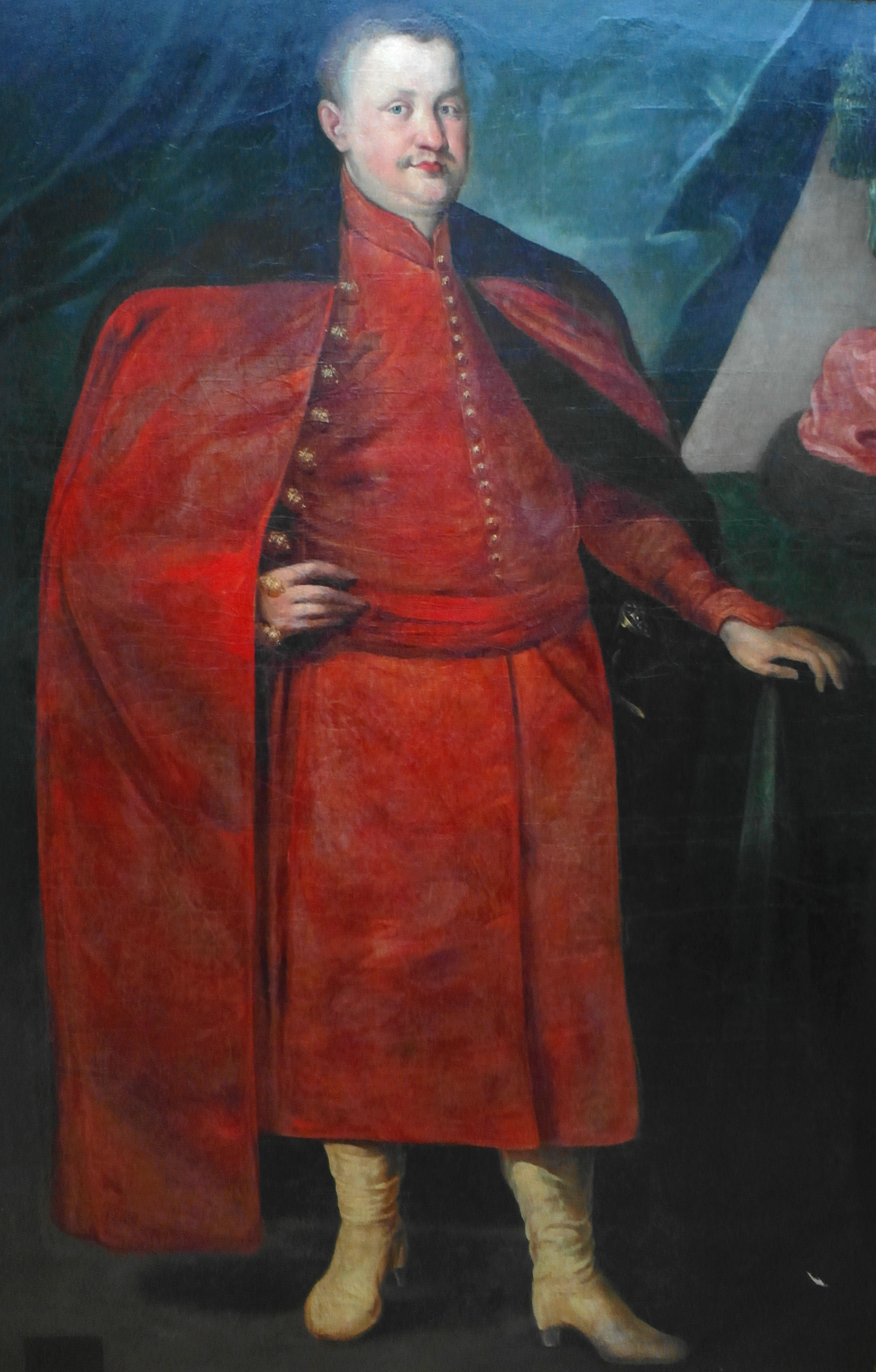
El príncipe Konstanty Wasyl Ostrogski, importante aristócrata ruteno y gobernador de la provincia de Kiev. Su familia es un ejemplo de la evolución religiosa de la nobleza de la Mancomunidad: él era ortodoxo, pero su hijo se convirtió al catolicismo.

Uno de los elementos que contribuyó a la decadencia del protestantismo en el país fue el fracaso de los intentos de alianza con los cristianos ortodoxos del este, entre los que destacan las reuniones de Toruń en 1595 y de Vilna en 1599. La Iglesia católica polaca, por el contrario, no desperdició la oportunidad abordar la unión con los ortodoxos, si bien su objetivo principal era el de someter a los cristianos de rito oriental a la autoridad del papa (el papado solicitó de hecho ayuda resolver el cisma) y de los centros católicos de la mancomunidad. La Iglesia ortodoxa era percibida como una amenaza a la seguridad del país tanto por la dependencia de los obispos orientales del Patriarcado de Constantinopla en un momento de enfrentamiento con el Imperio otomano como por la fundación en 1589 del nuevo Patriarcado de Moscú. Este proclamó su autoridad eclesiástica sobre los cristianos ortodoxos de la república, lo que para muchos de ellos fue un acontecimiento preocupante que les impelió a aceptar la alternativa de la unión con los católicos. Aunque la idea de la unión contó con el apoyo del rey Segismundo III y de la nobleza polaca del este del país, entre la Iglesia y los notables ortodoxos las opiniones estaban divididas.
La Unión de Brest se negoció en 1595-1596 y acabó en firma solemne. Sin embargo, no supuso la unión de católicos y ortodoxos, sino que comportó la formación de una nueva Iglesia, la uniata, con liturgia en eslavo, que luego se transformó en la Iglesia católica oriental —una de las Iglesias griegas católicas— y luego en la Iglesia greco-católica ucraniana y la Iglesia greco-católica bielorrusa. La nueva iglesia, de rito bizantino, aceptaba la autoridad papal, pero en general mantuvo el rito oriental. La unión fracasó desde el principio porque, pese al acuerdo que permitió su fundación, ni los obispos católicos griegos obtuvieron escaño en el Senado —que sí tenían sus homólogos católicos— ni los fieles de la nueva iglesia igualdad de trato con los católicos.

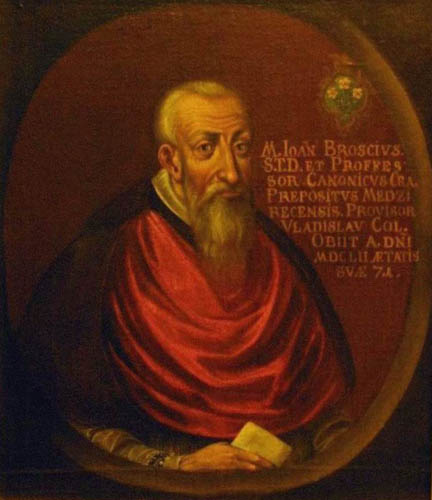
Jan Brożek, rector de la Universidad Jaguelónica, disputó a los jesuitas el control de la enseñanza académica.

La Unión de Brest de hecho agravó las diferencias en las comunidades bielorrusas y ucranianas de la mancomunidad, en las que la Iglesia ortodoxa mantuvo su primacía. Esta consecuencia de la unión, junto con las palpables divisiones culturales y de clase en las regiones del este, atizaron los conflictos internos que socavaron la república. La nobleza ortodoxa oriental, tachada de «disuniata» y privada de derechos legales, emprendió la lucha por sus derechos acaudillada por Konstanty Ostrgski. Este había encabezado un renacimiento intelectual ortodoxo en la Ucrania polaca. En 1576, fundó una selecta escuela de artes liberales, con formación secundaria y académica, la Academia de Ostroh, con instrucción trilingüe. Tanto él y como su academia fueron determinantes para que se publicase en 1581 la «Biblia Ostroh», la primera edición erudita de la Biblia en eslavo eclesiástico. Gracias a sus desvelos, los estatutos parlamentarios de 1607, 1609 y 1635 otorgaron nuevamente reconocimiento oficial a la religión ortodoxa, como una de las dos iglesias orientales. La restauración de la jerarquía y de la estructura administrativa ortodoxas resultó empero difícil: la mayoría de los obispos habían ingresado en la Iglesia uniata y sus sustitutos ortodoxos de 1620 y 1621 no habían obtenido el reconocimiento de la mancomunidad; solo se logró completamente durante el reinado de Vladislao IV. Este, que afrontaba las rebeliones de los cosacos, puso fin a décadas de uso de la Iglesia uniata como instrumento para eliminar la religión ortodoxa. Para entonces, sin embargo, muchos de los nobles ortodoxos se habían convertido al catolicismo y la autoridad ortodoxa pasó a burgueses, miembros de la baja nobleza organizados en hermandades y a la nueva potencia surgida en el este: los guerreros cosacos. El obispo metropolitano de Kiev Pedro Mogila, que fundó en esta ciudad una influyente academia, contribuyó singularmente a la reconstrucción y reforma de la Iglesia ortodoxa en la región.
La Iglesia uniata, creada para la población rutena de la mancomunidad, adoptó gradualmente sin embargo el polaco para asuntos administrativos. Desde 1650 la mayoría de los documentos eclesiásticos estaban escritos en polaco, en lugar de en ruteno, idioma que predominaba en otras actividades.

## Cultura de los principios del Barroco

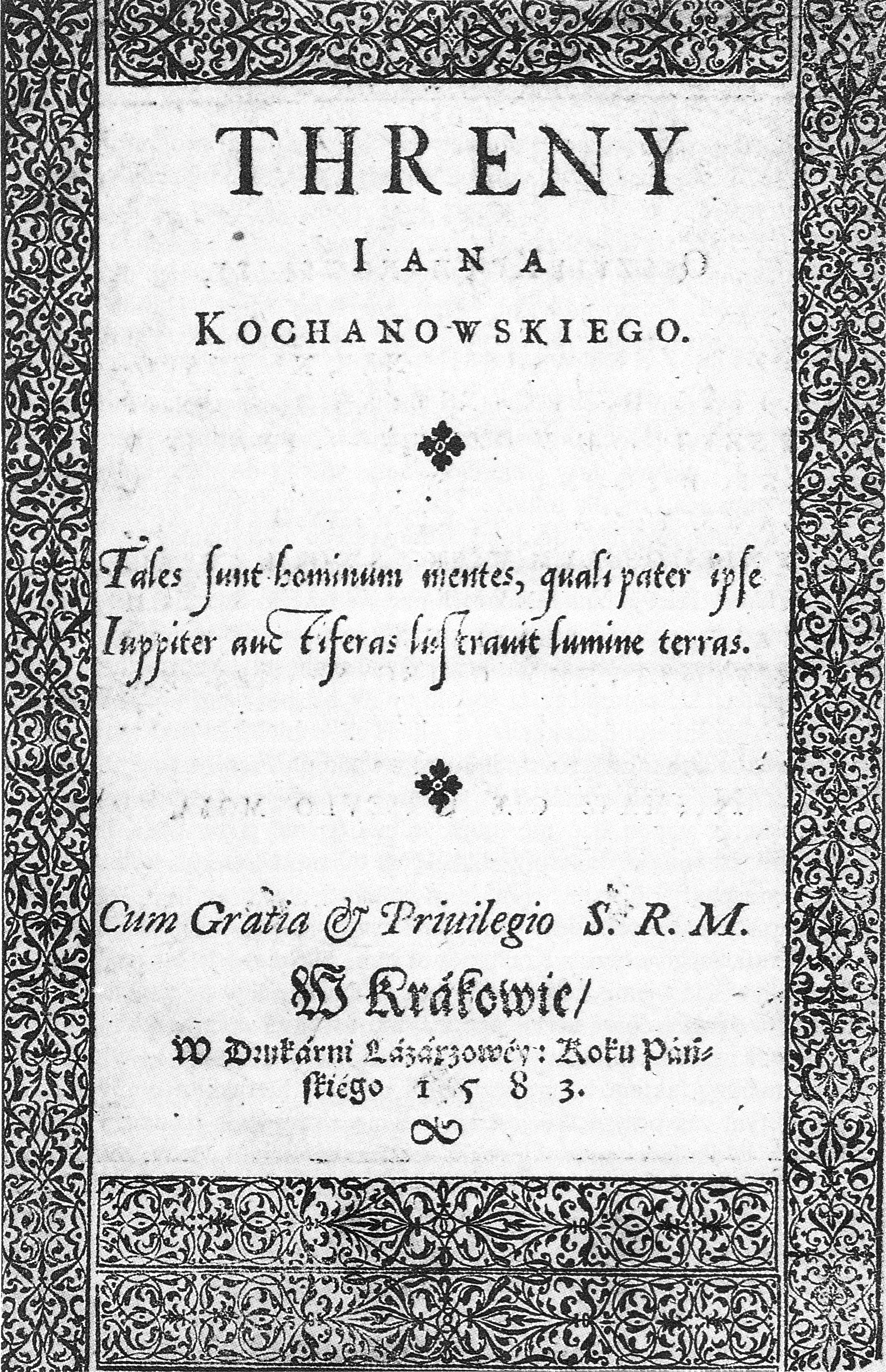
Los Treny (Lamentos) de Jan Kochanowski, el gran poeta polaco de principios de la Edad Moderna (de estilo renacentista tardío).

El estilo barroco predominó en la cultura polaca desde 1580 hasta mediados del siglo XVIII, si bien en los primeros años coexistió con el Renacimiento. Al principio los intelectuales y artistas del Barroco gozaron de gran libertad de expresión gracias al contraste entre el catolicismo y el protestantismo. Sin embargo, en poco tiempo, la Contrarreforma implantó un canon que se inspiraba en la tradición medieval, impuso la censura en la educación y en otros órdenes (se creó en 1617 un índice de libros prohibidos) e impuso un estilo más sobrio. A mediados del siglo XVII, la doctrina católica había sido firmemente restablecida y el sarmatismo y el fanatismo religioso dominaron la cultura y el pensamiento nacional. Los gustos artísticos de la época adquirieron frecuentemente un tinte oriental. A diferencia con las tendencias integradoras del período anterior, la cultura burguesa y la aristocrática tendieron a separarse. El autor renacentista Stanisław Orzechowski sentó los cimientos del pensamiento político barroco de la nobleza.
Por entonces había cuarenta colegios jesuitas en la mancomunidad, en los que se educaban principalmente nobles y, en menor medida, burgueses. Jan Zamoyski, canciller de la Corona que fundó la ciudad de Zamość, estableció en ella una academia en 1594, que a su muerte operó como gimnasio. Los primeros dos reyes Vasa se labraron fama de mecenas de las artes y las ciencias. Posteriormente, sin embargo, estas decayeron, en paralelo al declive que sufrió la burguesía por las sucesivas guerras.

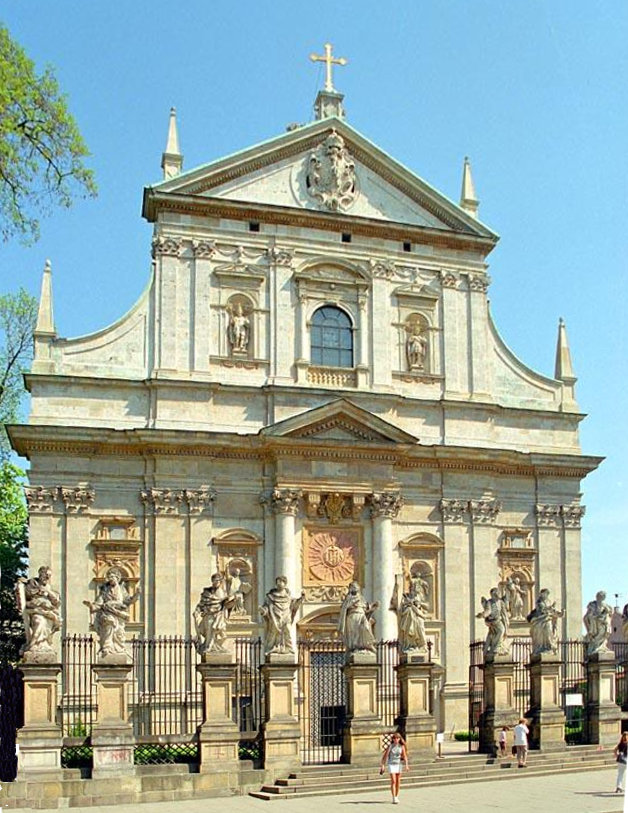
Iglesia de San Pedro y San Pablo en Cracovia, de estilo barroco temprano; el diseño de la fachada se debe a Giovanni Trevano.

A mediados del siglo XVI, la universidad de Polonia, la Academia de Cracovia, entró en una etapa de crisis y a principios del siglo XVII se sometió a los dictados de la Contrarreforma. Los jesuitas la coyuntura y fundaron en 1597 la Universidad de Vilna; por otra parte, sus esfuerzos por hacerse con el control de la Academia fracasaron. En estas circunstancias muchos optaron por estudiar en el extranjero. Jan Brożek, el rector de la Universidad de Cracovia, era un erudito polifacético que trabajó en la Teoría de números y promovió el trabajo de Copérnico. Fue suspendido de su cargo por la Iglesia en 1616 y su opúsculo contra los jesuitas fue quemado públicamente. Su colega Stanislaw Pudlowki trató de crear un sistema métrico basado en fenómenos físicos.
Michał Sędziwój (Sendivogius Polonus) fue un alquimista famoso en toda Europa, que escribió varios tratados en diversos idiomas, el primero de los cuales fue el Novum Lumen Chymicum en 1604, del que se hicieron cerca de cincuenta ediciones y traducciones en los siglos XVII y XVIII. Formó parte del círculo de científicos y sabios del emperador Rodolfo II y algunos expertos creen que fue un pionero de la química y el descubridor del oxígeno, mucho antes que Lavoisier (los trabajos de Sendivogius fueron estudiados por científicos importantes, incluyendo a Isaac Newton).

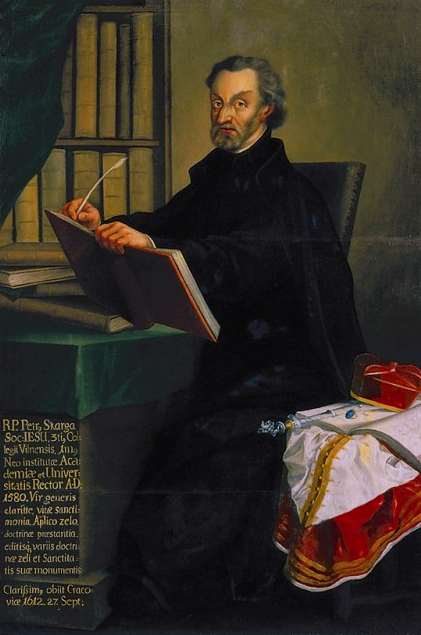
Piotr Skarga, influyente predicador jesuita y autor de la prosa más notable del barroco polaco.

A principios del periodo barroco, el país produjo algunos poetas ilustres. Sebastian Grabowiecki escribió poesía religiosa metafísica y mística representando la corriente pasiva del quietismo. Otro poeta noble, Samuel Twardowski participó en enfrentamientos militares y acontecimientos históricos; así, entre los géneros que cultivó, se contó la poesía épica. La poesía urbana también gozó de considerable vitalidad hasta mediados del siglo XVII: los poetas plebeyos criticaban el orden social y conservaban elementos del estilo renacentista. Las obras de Juan de Kijany contenían un notable radicalismo social. El moralista Sebastian Klonowic escribió un poema simbólico Flis usando como marco el tráfico fluvial del Río Vistula. Szymon Szymonowic en sus Pastorales reflejó sin adornos las penurias de la vida de los siervos. Por su parte, Maciej Sarbiewski fue un jesuita muy estimado en toda Europa por sus poemas en latín.
La prosa más destacada de este periodo histórico se debe a Piotr Skarga, orador y predicador. En sus Kazania sejmowe (Sermones al Sejm), Skarga criticaba severamente a la nobleza y al Estado y expresaba su preferencia por un sistema político fundado en una monarquía poderosa. En el siglo XVII se perfeccionó la escritura de memorias. Los ejemplos mejor conocidos de este tipo literario son La peregrinación a Tierra Santa de Mikolaj Radziwill y El principio y evolución de la guerra de Moscú de Stanisław Żółkiewski, que era uno de los grandes jefes militares polacos.

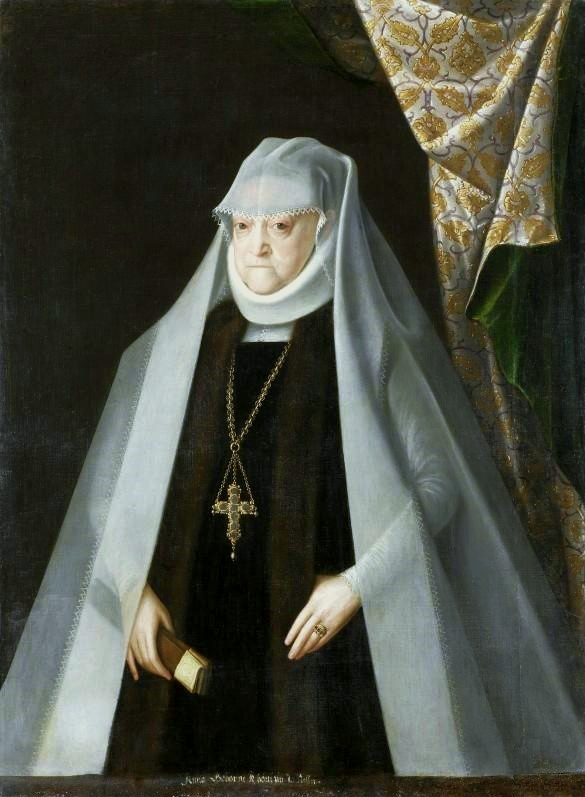
Retrato de Martin Kober de Ana Jagellón de Polonia.

Una forma de arte particularmente apta para los propósitos del Barroco era el teatro. Los espectáculos teatrales solían coincidir con celebraciones religiosas y a menudo las representaciones empleaban un lenguaje popular. Muchos de las escuelas secundarias católicas y protestantes contaban con teatros propios. En tiempos de Vladislao IV, en 1637, se estableció uno permanente en la corte, con orquesta, en el Castillo Real de Varsovia; muchos de los actores eran italianos y representaban principalmente operas italianas y obras de ballet.
La música, tanto sacra como secular, siguió evolucionando en el período barroco. Se instalaron órganos de gran calidad en las iglesias en el siglo XVII; uno de ellos aún se conserva en Lezajsk. Segismundo III mantuvo a una orquesta de sesenta músicos que gozó de renombre internacional. Con ella trabajaron Adam Jarzębski y Marcin Mielczewski, los principales compositores de las cortes de Segismundo III y Vladislao IV. Jan Aleksander Gorzyn, secretario real, publicó un manual de música para principiantes en 1647 que tuvo muy buena acogida.
Martin Kober, pintor de la corte proveniente de Breslavia, trabajó para Esteban I Báthory y Segismundo III; a él se deben varios retratos famosos de la realeza.
Entre 1580 y 1600 Jan Zamoyski encargó al arquitecto veneciano Bernardo Morando la edificación de la ciudad de Zamość. Esta y sus fortificaciones se diseñaron de acuerdo a los principios estéticos renacentistas y manieristas.

Daniel Schultz de Danzig, autorretrato del autor.

El Manierismo es el nombre que en ocasiones recibe el periodo artístico en que coexistieron el Renacimiento tardío y el Barroco, que en Polonia abarcó el último cuarto del siglo XVI y el primero del XVII. El arte polaco siguió influenciado por los centros artísticos italianos, principalmente por Roma, y recibió una influencia cada vez mayor de los Países Bajos. Gracias a la mezcla de elementos artísticos importados y nacionales, surgió un estilo barroco polaco original.
El arte barroco floreció debido en gran parte al patrocinio de la Iglesia católica, que utilizaba el arte para extender la religión; la Iglesia destinó copiosos recursos económicos a este propósito. La forma principal del Barroco polaco fue la arquitectura, caracterizada al principio por la austeridad y luego un aumento de la decoración tanto en las fachadas como en los interiores.
A partir de la década de 1580, se erigieron varias iglesias según el modelo de la Iglesia del Gesù de Roma. A las iglesias góticas y otras aún más antiguas se les añadieron elementos arquitectónicos barrocos, esculturas, murales y otros adornos que aún se pueden apreciar en muchas iglesias polacas. El Castillo Real de Varsovia, principal residencial real desde 1596, se amplió y remozó en torno a 1611. El castillo real de Ujazdów (construido en la década de 1620) tuvo mayor influencia en los edificios que se levantaron en la época, en especial en varias residencias de la alta nobleza.

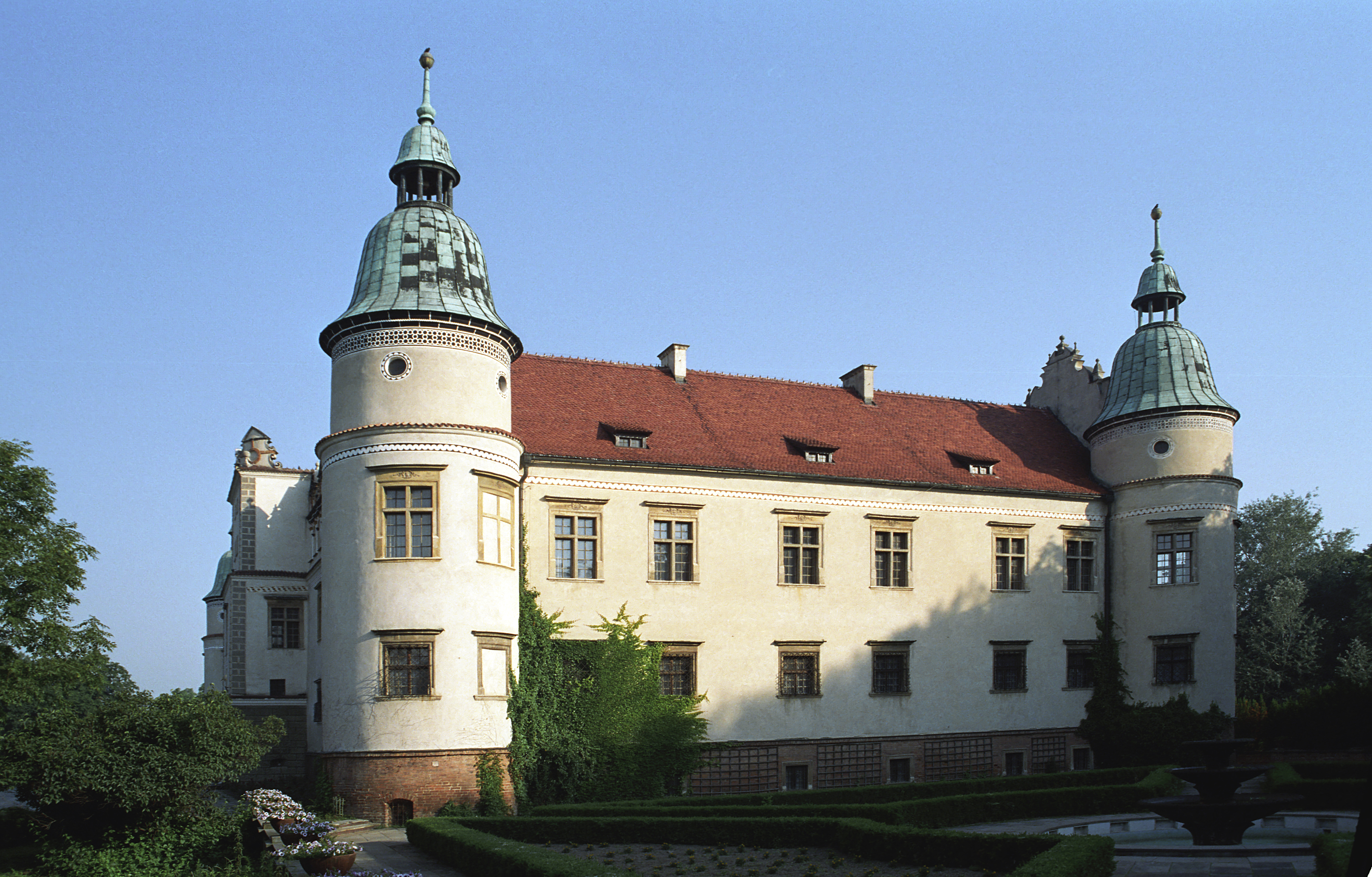
El castillo manierista de Baranów Sandomierski.

La escultura barroca tuvo por lo general un papel subordinado a la arquitectura, como elemento decorativo de exteriores e interiores de edificios y de las lápidas sepulcrales. Una famosa excepción es Columna de Segismundo, que representa al rey Segismundo III Vasa (1644) y se alza frente al Castillo Real de Varsovia.
La pintura realista religiosa tenía un propósito didáctico y en ocasiones agrupaba varias obras en una serie de temas relacionados. Si bien estaban prohibidas las pinturas con desnudos y los temas mitológicos, abundaban las colecciones de pintura occidental. Segismundo III trajo de Venecia a Tommaso Dolabella, pintor fecundo que pasó el resto de su vida en Cracovia y fundó escuela. Danzig (Gdańsk) también era un centro de artes gráficas: en ella trabajaron tanto los pintores Herman Han y Bartholomäus Strobel como los grabadores Willem Hondius y Jeremias Falck que. Comparado con el siglo pasado, en el XVII creció la proporción de la sociedad que participó en actividades culturales, aunque la presión de la Contrarreforma hizo que la diversidad de estas menguase. Las catastróficas guerras de mediados de siglo perjudicaron hondamente tanto el desarrollo cultural de la mancomunidad como su influencia artística en la región.

## Parlamento y dietinas

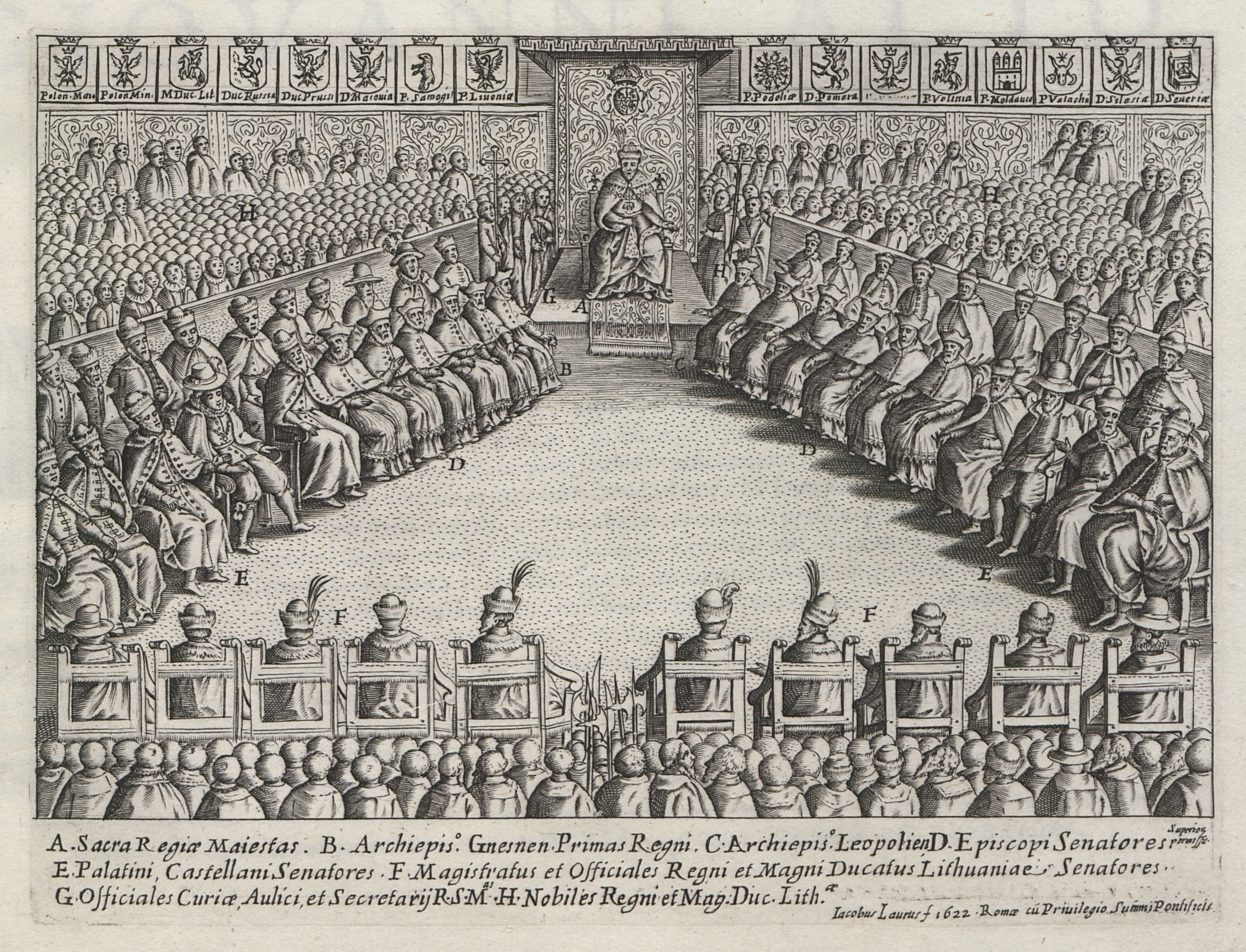
Sesión del Sejm en el Castillo Real de Varsovia, 1622.

Después de la Unión de Lublin, en el Senado de la mancomunidad ingresaron los funcionarios de alto rango de Lituania; la posición de los señores eclesiásticos y laicos, que tenían un escaño vitalicio en el senado, se volvió más fuerte, ya que los funcionarios de la nobleza media, ya de por sí superados en número, vieron su proporción reducida en la Cámara Alta. El rey podía convocar al Senado como consejo real, aparte de las deliberaciones formales del Parlamento. Los intentos de la szlachta para limitar el papel de la Cámara Alta fracasaron. Después de la unión formal y del ingreso en el Parlamento de los diputados del Gran Ducado y de la Prusia Real, región que también se integró más estrechamente con el resto de territorios de la Corona en 1569, había cerca de ciento setenta diputados en la Cámara Baja (el Sejm) y ciento cuarenta senadores.
Los diputados del Sejm tenían escasa autonomía en su labor legislativa. Las asambleas regionales de la nobleza, las dietinas o sejmiks, se reunían antes de que se celebrasen las sesiones del Parlamento nacional; en ellas, la nobleza de la región daba a sus representantes instrucciones detalladas de cómo proceder para proteger sus intereses en los asuntos que se fuesen a tratar en el Sejm. Cuando concluían las sesiones del Sejm, se reunían de nuevo las dietinas para que los diputados rindiesen cuentas ante sus electores.

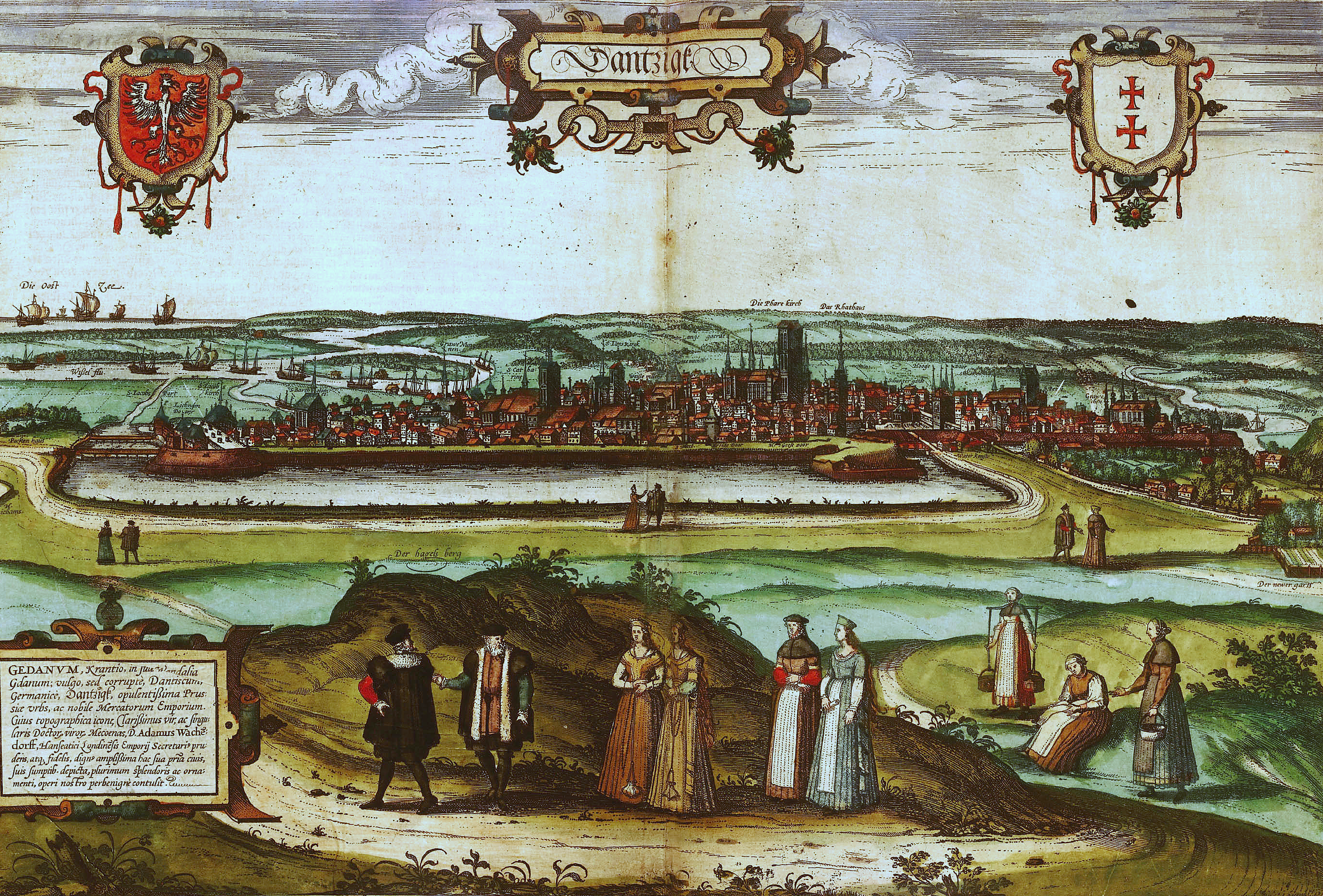
Danzig (Gdańsk) en 1575. La ciudad históricamente fue un lugar donde se enfrentaban los intereses polacos, alemanes y los locales.

Las sejmiks desempeñaron un importante en la vida parlamentaria de la mancomunidad, complementando el del Sejm. A veces decidían la aplicación concreta de las leyes aprobadas por el Sejms, o tomaban decisiones legislativas durante períodos en los que el Sejm no estaba en sesión; a veces incluso se comunicaban directamente con el monarca.
La representación de la burguesía en el Parlamento era escasa y la del campesinado, nula. Las comunidades judías mandaban a sus representantes a un órgano administrativo separado, el Consejo de las Cuatro Tierras. La escasa representatividad social del sistema parlamentario de la mancomunidad perjudicó su evolución y el futuro del Estado de Polonia-Lituania.
Desde 1573, se celebraba una sesión ordinaria bienal del Sejm, que duraba seis semanas. El rey podía convocar sesiones extraordinarias de dos semanas si las circunstancias lo requerían; estas sesiones podían prorrogarse si los parlamentarios accedían a ello. Tras la unión, el Sejm de la República deliberaba en Varsovia, un lugar más céntrico que Cracovia; en esta, no obstante, siguieron reuniéndose las sesiones relativas a la coronación de los sucesivos soberanos. A principios del siglo XVII, la corte también se mudó permanente de Cracovia a Varsovia.

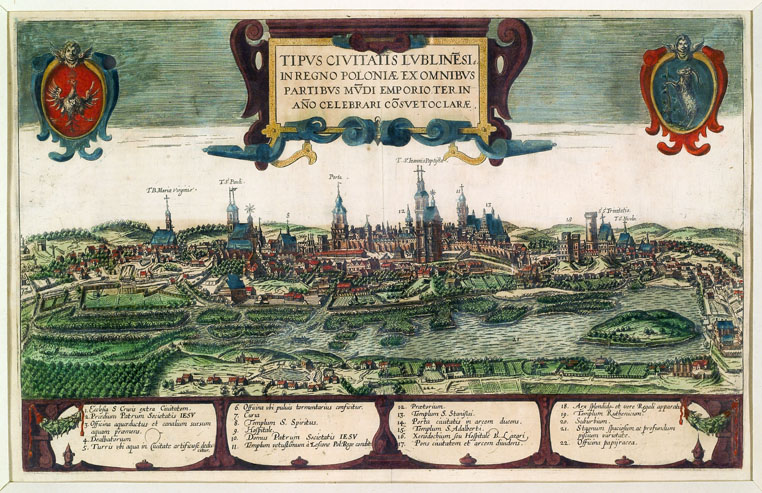
Lublin en 1618.

El reglamento parlamentario se perfiló en el siglo XVII. La Cámara Baja se encargaba de preparar los borradores de las mociones. Durante los últimos días de las sesiones, aquella se reunía con el Senado y el rey para debatir la versión final y se tomaban las decisiones oportunas; la redacción definitiva requería la aquiescencia de los tres organismos con poder legislativo del reino para hacerse ley: la del Sejm, el Senado y el monarca. La regla que exigía unanimidad en la Cámara Baja no se respetó en la primera mitad del siglo XVII.
El Sejm general era el órgano más principal del poder estatal, de tipo colectivo y funcionamiento consensuado. La tribunal supremo del Sejm, que presidía el rey, dirimía los casos más importantes. Durante la segunda mitad del siglo XVII, por varias razones, incluido el abuso de la regla de unanimidad (liberum veto), la efectividad del Sejm decayó y el vacío de poder que dejó la parálisis parlamentaria resultante lo fueron llenando progresivamente las dietinas, que realizaron el grueso de la tarea de gobierno.

## Dominio de la nobleza y primera elección real

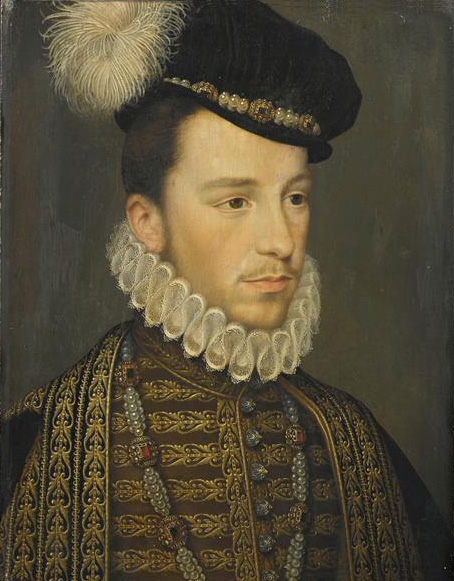
Enrique III de Francia, rey de Polonia en 1573-1574, elegido en 1573.

El sistema de democracia aristocrática se reforzó durante el primer interregno, acaecido a la muerte de Segismundo II Augusto, quien, paradójicamente, tras la Unión de Lublin había tratado de reafirmar su poder personal frente a la nobleza. La falta de acuerdo sobre el método y el momento oportuno para la elección de su sucesor reforzó el papel del Senado y la alta nobleza. Tras la muerte del monarca en 1572 y para proteger sus intereses, los nobles establecieron confederaciones territoriales (kapturs) que funcionaron de gobiernos provinciales, que mantuvieron el orden público y gestionaron el sistema judicial en sus territorios. La alta nobleza impusieron a su candidato a regente: el primado Jakub Uchański. El Senado se encargó de los preparativos de la elección real. Aunque la mayoría de la nobleza sostenía que todos los aristócratas debían participar en la elección y no entregar el proceso al Sejm, en realidad, tanto en esta primera elección como en las que le siguieron fue la alta nobleza las controló, manipulando al resto, en especial a los hidalgos más pobres.
Durante el interregno, los aristócratas prepararon una serie de reglas y limitaciones como salvaguarda, para asegurarse de que el nuevo rey, que iba a ser un extranjero, cumpliera con las peculiaridades del sistema político de la mancomunidad y respetara sus privilegios. Como Enrique III fue el primero en aceptarlas, se conocían como los «Artículos de Enrique». Los artículos también estipulaban la wolna elekcja (libre elección) como el único método de sucesión; de esta manera los nobles evitaban la posibilidad de que se estableciese un sistema de monarquía hereditaria. Los Artículos de Enrique resumían los derechos acumulados por la nobleza polaca, incluyendo sus garantías de libertad de religión, e introducían más restricciones para el rey electo; como si esto no hubiese sido suficiente, Enrique también firmó los llamados pacta conventa, que suponían la aceptación de compromisos adicionales. Aunque Enrique incluso recién coronado emprendió de inmediato una serie de acciones para liberarse de los límites que le habían impuesto, este intento no fructificó, por la corta duración de su reinado. En efecto, un año después de la elección, en junio de 1574, después de enterarse de la muerte de su hermano, Enrique secretamente abandonó el país y regresó a Francia.

## Esteban I Báthory

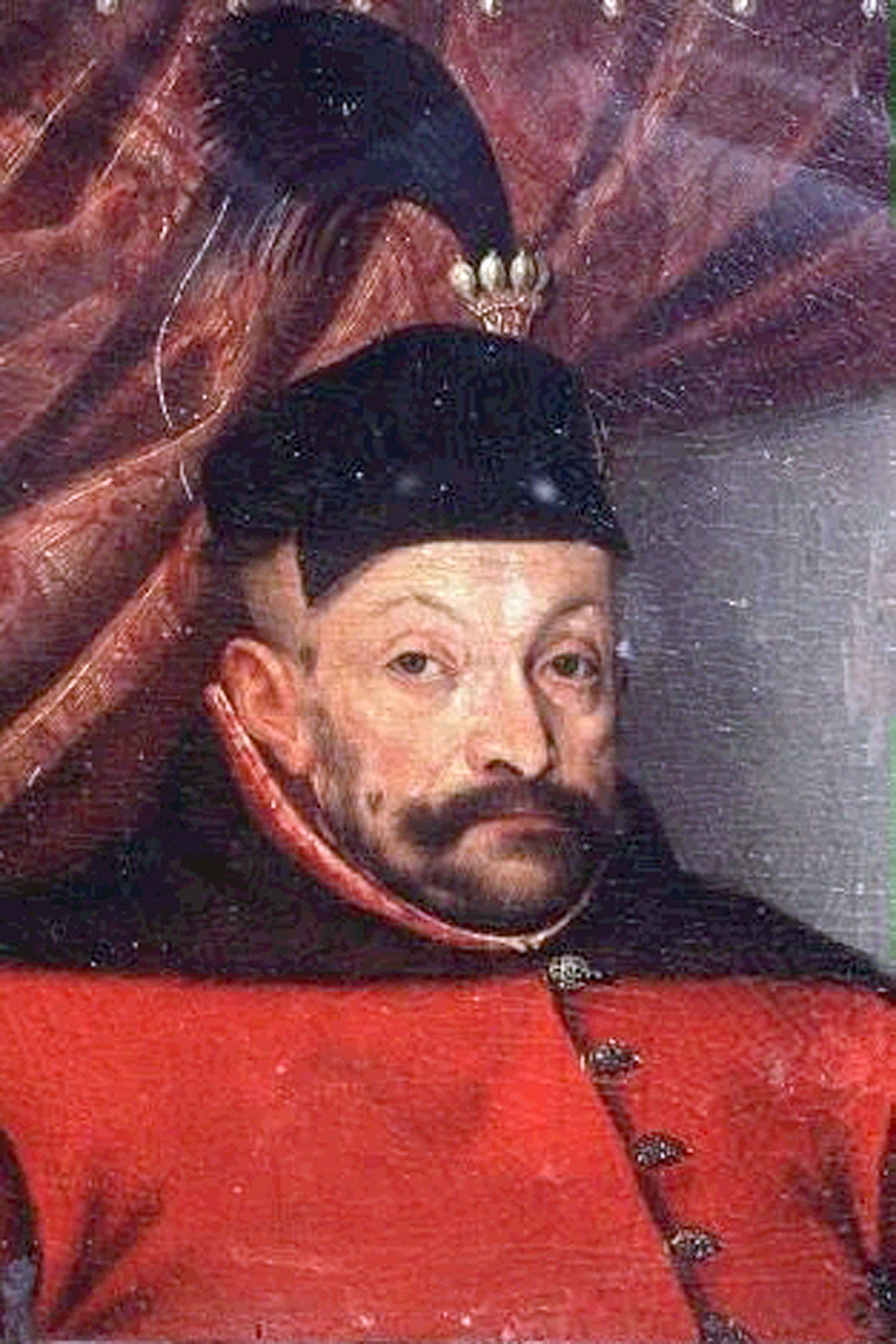
Esteban I Báthory. Fue elegido rey de la mancomunidad gracias al respaldo de la baja nobleza y gracias a su matrimonio con Ana Jagellón, hermana del difunto Seginsmundo II.

En 1575 la nobleza acometió un nuevo proceso de elección de soberano. La alta nobleza trató de imponer la candidatura del emperador Maximiliano II y el 12 de diciembre el arzobispo Uchański hasta anunció su elección. El «movimiento de cumplimiento» (de las leyes) que encabezaron Mikolaj Sienicky y Jan Zamoyski y agrupó a parte de la baja nobleza frustró la maniobra; este grupo prefería a Esteban I Báthory, príncipe de Transilvania. Sienicki se encargó de que el 15 de diciembre se proclamase reina a Ana Jagellón, hermana de Segismundo Augusto; Esteban Báthory, su esposo, obtenía el título de rey jure uxoris (rey consorte). Las tropas de la baja nobleza (pospolite ruszenie) sostuvieron a su candidato. Báthory se apoderó de Cracovia, donde se celebró la coronación de él y su esposa el 1.ro de mayo de 1576.
El reinado de Esteban Báthory marcó el final del movimiento reformista de la nobleza. El rey extranjero era escéptico respecto al sistema parlamentario polaco y tenía poca estima por los objetivos del «movimiento de cumplimiento». Las relaciones de Báthory con Sienicki se deterioraron al poco tiempo, mientras que otros caudillos de la aristocracia se centraron en ascender, obtuvieron escaños en el Senado o mayores títulos. No obstante, los reformadores lograron arrebatar la gestión del sistema de apelaciones al rey y conferirlo a los tribunales de la Corona de Polonia y Lituania, que controlaba la nobleza (en 1578 en Polonia y en 1581 en Lituania). No trataron, empero, de enmendar el complejo sistema del Sejm y las dietinas, eliminar las confederaciones aristocráticas que surgían intermitentemente, ni implantar mecanismos eficientes para aplicar las leyes. Muchos pensaban que el glorificado gobierno de la nobleza había alcanzado la perfección.

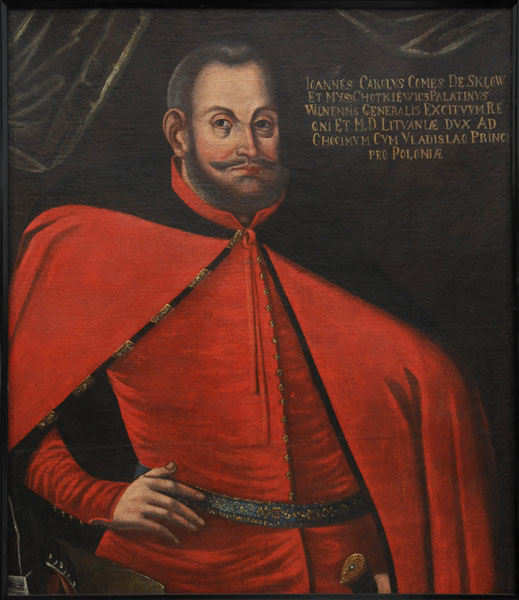
Jan Karol Chodkiewicz

Jan Zamoyski, una de las personalidades más distinguidas de este período, se convirtió en el principal consejero y gerente del rey. Era un individuo muy culto y educado, gozaba de gran talento militar y era un político consumado; a menudo se presentó como el tribuno de la nobleza. De hecho, como era típico entre la alta nobleza, Zamoyski acumuló múltiples cargos y concesiones de tierras reales y abandonó los ideales del movimiento reformista que antes había profesado.
El rey era también un distinguido militar y un político con gran visión. Su enfrentamiento más famoso con la nobleza fue el que tuvo con los hermanos Zborowski: Samuel fue ejecutado por orden de Zamoyski y Krzysztof fue desterrado y el tribunal del Sejm confiscó sus propiedades. Húngaro como otros reyes de Polonia, Báthory atendió también a los asuntos de su país de origen. No consiguió aplicar los estatutos de Karnkowski, lo que le impidió controlar el comercio exterior que se realizaba a través de Danzig (Gdańsk), lo que tuvo consecuencias políticas y económicas gravísimas para la República. Junto con su canciller y futuro hetman Jan Zamoyski, libró con notable fortuna la guerra de Livonia. Por entonces la mancomunidad pudo aumentar sus fuerzas armadas: en total, podía reunir unos sesenta mil soldados para las campañas militares. El rey Báthory fundó las piechota wybraniecka, un tipo de formación militar de infantería campesina que tuvo cierta importancia posterior.
En 1577 Báthory accedió a que Jorge Federico de Brandenburgo asumiese la tutoría de Alberto Federico, duque de Prusia y enfermo mental, lo que estrechó los lazos entre estos dos territorios alemanes, en perjuicio de los intereses a largo plazo de la mancomunidad.

## Guerra con el Zarato moscovita por Livonia

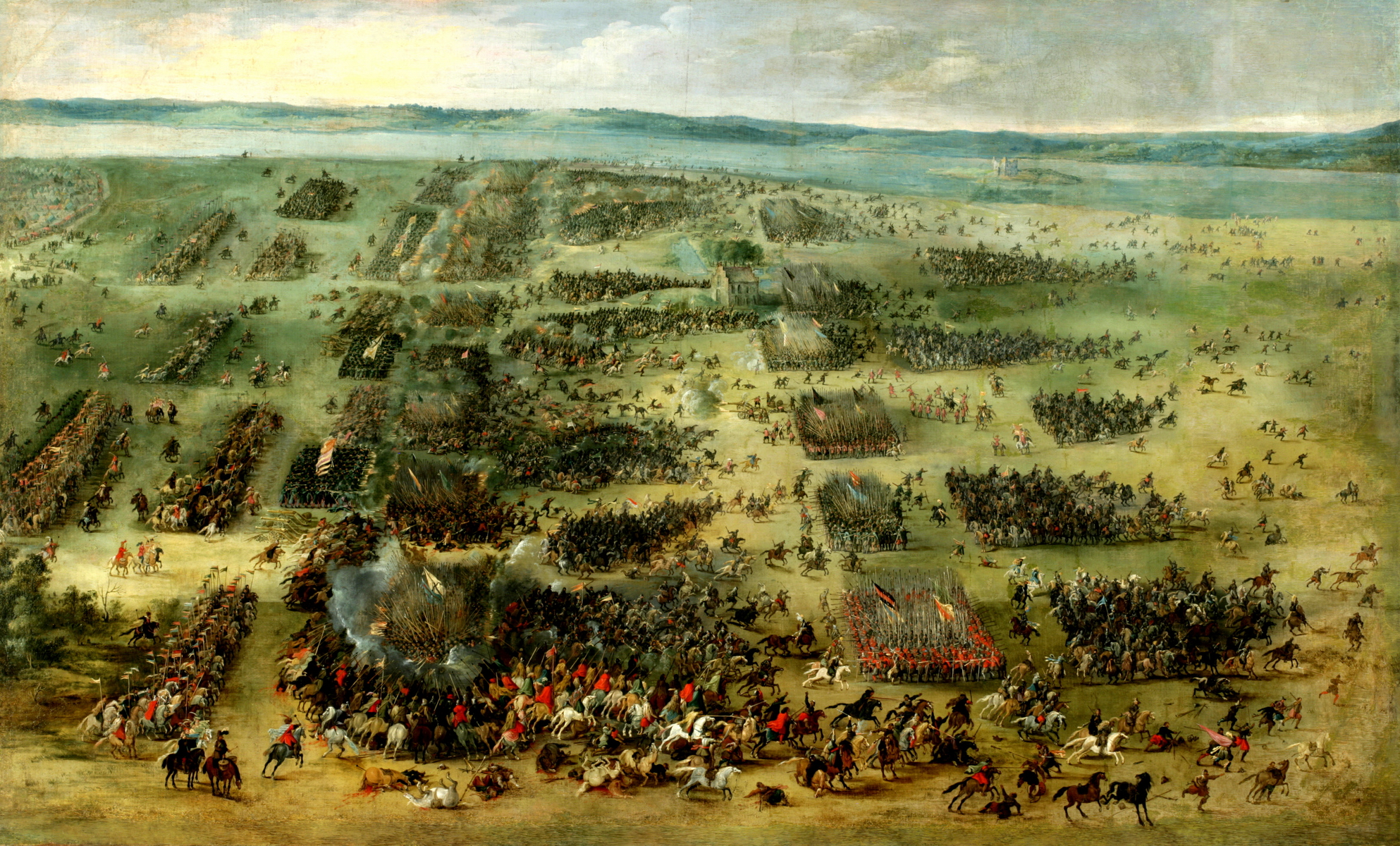
La batalla de Kircholm de 1605.

Lo que llevó a la participación de la mancomunidad en el conflicto de Livonia fue el programa del rey Segismundo Augusto para asegurar el dominio polaco-lituano de la porción de la costa y los puertos bálticos que el país creía esenciales para sus intereses; este conflicto suscitó una nueva fase de hostilidades entre Polonia-Lituania y el Zarato moscovita. En 1563, Iván IV tomó Pólatsk. Después del Tratado de Stettin de 1570 (que suscribieron varios países, como Suecia y Dinamarca) la mancomunidad mantuvo el control de la parte principal de Livonia, incluyendo Riga y Pernau. En 1577, Iván abordó una gran expedición que le permitió apoderarse del grueso de Livonia —parte la obtuvo su vasallo Magnus, duque de Holstein—, excepto las zonas costeras de Riga y Revel. La nobleza polaco-lituana aprobó los fondos necesarios para la contraofensiva polaco-lituana que dirigió con éxito Báthory.
Las fuerzas polacas recuperaron Dünaburg y la mayoría de la Livonia central. Luego el rey y Zamoyski optaron por atacar directamente hacia el interior, en territorio ruso, para desbaratar las líneas de comunicaciones rusas con Livonia. Los polaco-lituanos recuperaron Pólatsk en 1579 y conquistaron la fortaleza de Velíkiye Luki en 1580. A continuación trataron de apoderarse también de Pskov en 1581, pero Iván Petróvich Shuiski consiguió defender la ciudad pese al largo cerco al que fue sometida, que duró varios meses. El legado papal Antonio Possevino medió entre los dos países, que firmaron el armisticio de Yam Zapolski en 1582. Los rusos evacuaron todos los castillos de Livonia que habían conquistado, entregaron la comarca de Pólatsk y entregaron Vélizh a los lituanos. Las fuerzas suecas, que se apoderaron de Narva y de gran parte de Estonia, contribuyeron también a la victoria. La mancomunidad terminó el conflicto en posesión de la costa del Báltico desde Puck hasta Pernau.

## Reinado de Segismundo III Vasa

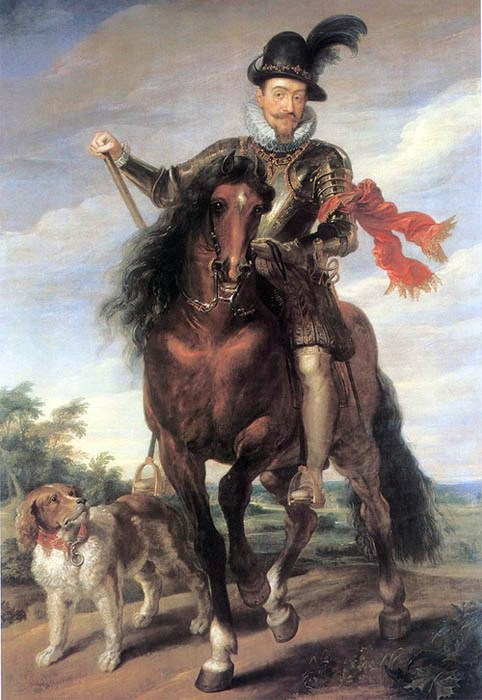
Segismundo III Vasa, reinó durante cuarenta y cinco años, de 1587 a 1632.

Hubo varios candidatos a la corona de la mancomunidad a la muerte de Esteban I Báthory, incluido el archiduque Maximiliano de Austria. Ana Jagellón insistió en que se eligiese a su sobrino Segismundo Vasa, hijo de Juan III, rey de Suecia, y de Catalina Jagellon, que era el heredero natural sueco. La fracción que encabezaba Zamoyski apoyó a Segismundo, mientras que la acaudillada por la familia Zborowski prefirió a Maximiliano; así las cosas, se llevaron a cabo dos elecciones separadas, lo que desató una breve guerra civil, la guerra de Sucesión Polaca (1587-1588). Un ejército de los Habsburgo penetró en Polonia y atacó Cracovia, pero fue rechazado y después mientras se retiraba en Silesia, fue vencido por las fuerzas organizadas por Jan Zamoyski en la batalla de Byczyna (1588), en la que Maximiliano fue hecho prisionero.
Mientras tanto, Segismundo fue coronado en Cracovia, lo que marcó el comienzo de su largo reinado de la mancomunidad (1587-1632) como Segismundo III. La posibilidad de una unión personal con Suecia avivó las esperanzas de círculos políticos y económicos polacos y lituanos, que pensaron que podía conllevar la mejora de las condiciones comerciales en el Báltico y la formación de una liga contra la expansión de Zarato moscovita. Sin embargo, el dominio de Estonia, que los dos países se disputaban desbarató la posible alianza antirrusa. Por otra parte, el ultracatolicismo de Segismundo inquietó a los suecos, protestantes, lo que contribuyó a que estos lo despojasen de la corona en 1599.

Durante el reinado de Segismundo III, la mancomunidad llegó a su máximo esplendor después de la Paz de Deúlino.

Propenso a formar una alianza con los Habsburgo (e incluso a sacrificar la corona polaca para perseguir sus ambiciones en Suecia) Segismundo llevó a cabo negociaciones secretas con ellos y se casó con la archiduquesa Ana. Zamoyski lo acusó de romper los compromisos que había adquirido al ser entronizado; humillado en las sesiones del Sejm de 1592, aumentó el resentimiento del monarca hacia la nobleza. Segismundo estaba empeñado en fortalecer el poder del rey y en fomentar la contrarreforma católica (Piotr Skarga era uno de sus seguidores). Indiferente a las infracciones cada vez más comunes de la libertad de culto dispuesta en la Confederación de Varsovia y a la violencia infligida a los protestantes, Segismundo gozó de escasas simpatías entre las minorías religiosas.

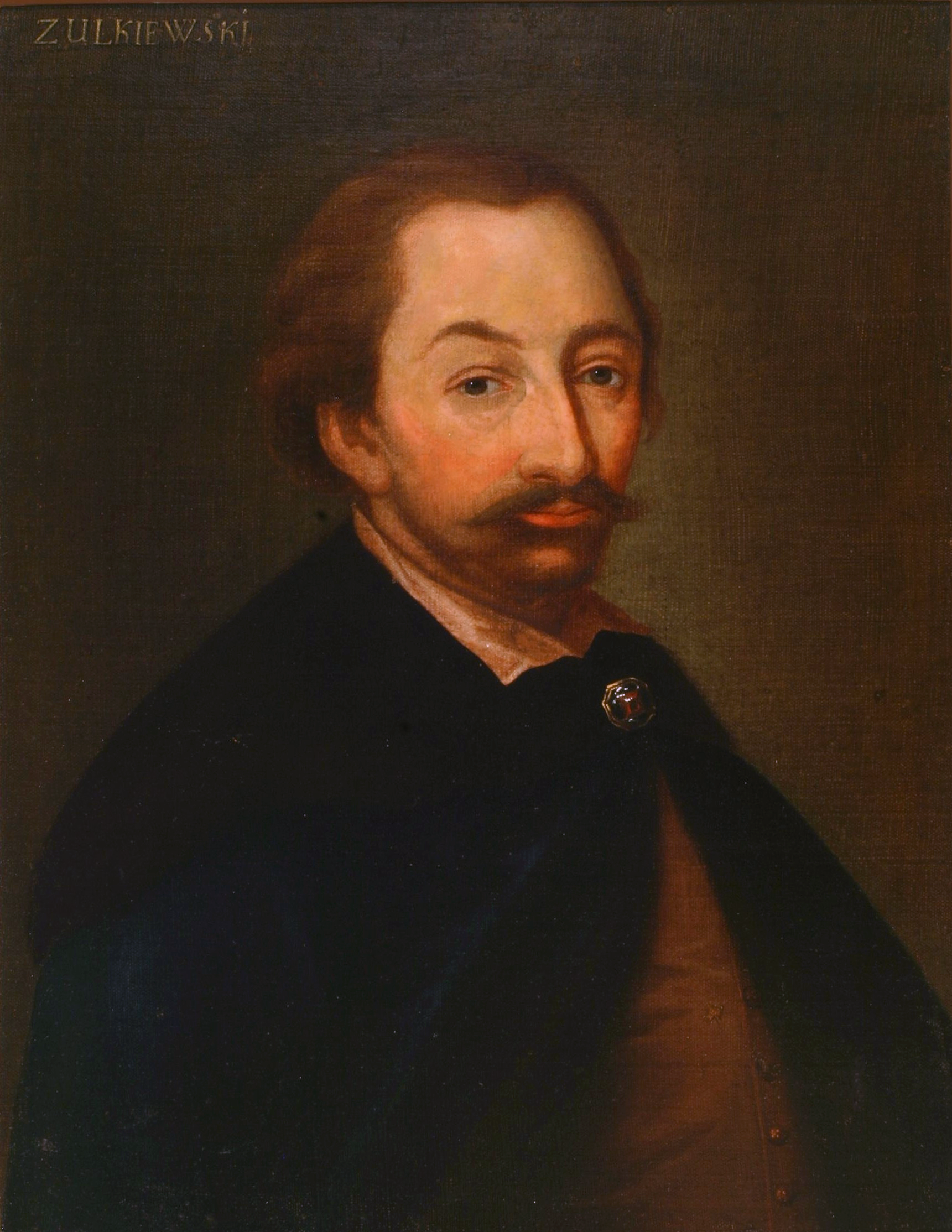
Stanisław Żółkiewski, jefe de las fuerzas reales que se enfrentaron a los nobles que se habían alzado contra el rey en la Rebelión de Zebrzydowski.

En 1605-1607 se produjo una larga y estéril disputa entre la corte y la oposición aristocrática. Durante las sesiones del Sejm de 1605, la corte propuso una reforma fundamental del sistema parlamentario: la adopción del voto por mayoría en lugar del de aclamación unánime de los diputados presentes. Jan Zamoyski en su última intervención pública se limitó a defender las prerrogativas de la nobleza, sentando las bases de la demagogia que dominó la política de la mancomunidad durante décadas.
Para el Sejm de 1606, la fracción real, con la esperanza de aprovechar la gloriosa victoria en la batalla de Kircholm y otros triunfos, presentó un programa de reformar más completo. Pero el Sejm se concentró en una moción que permitía perseguir a las minorías religiosas mediante la acusación de sus miembros de perturbar la religión; por consejo de Skarga, el rey rechazó la ley que había propuesto la Cámara. Esto precipitó la rebelión de la nobleza, que sospechaba que la corte atacaba sus libertades; los aristócratas formaron un rokosz o confederación armada. Decenas de miles de aristócratas desafectos, encabezados por el ultracatólico Mikołaj Zebrzydowski y el calvinista Janusz Radziwiłł, se congregaron en agosto cerca de Sandomierz, dando lugar a la llamada Rebelión de Zebrzydowski.

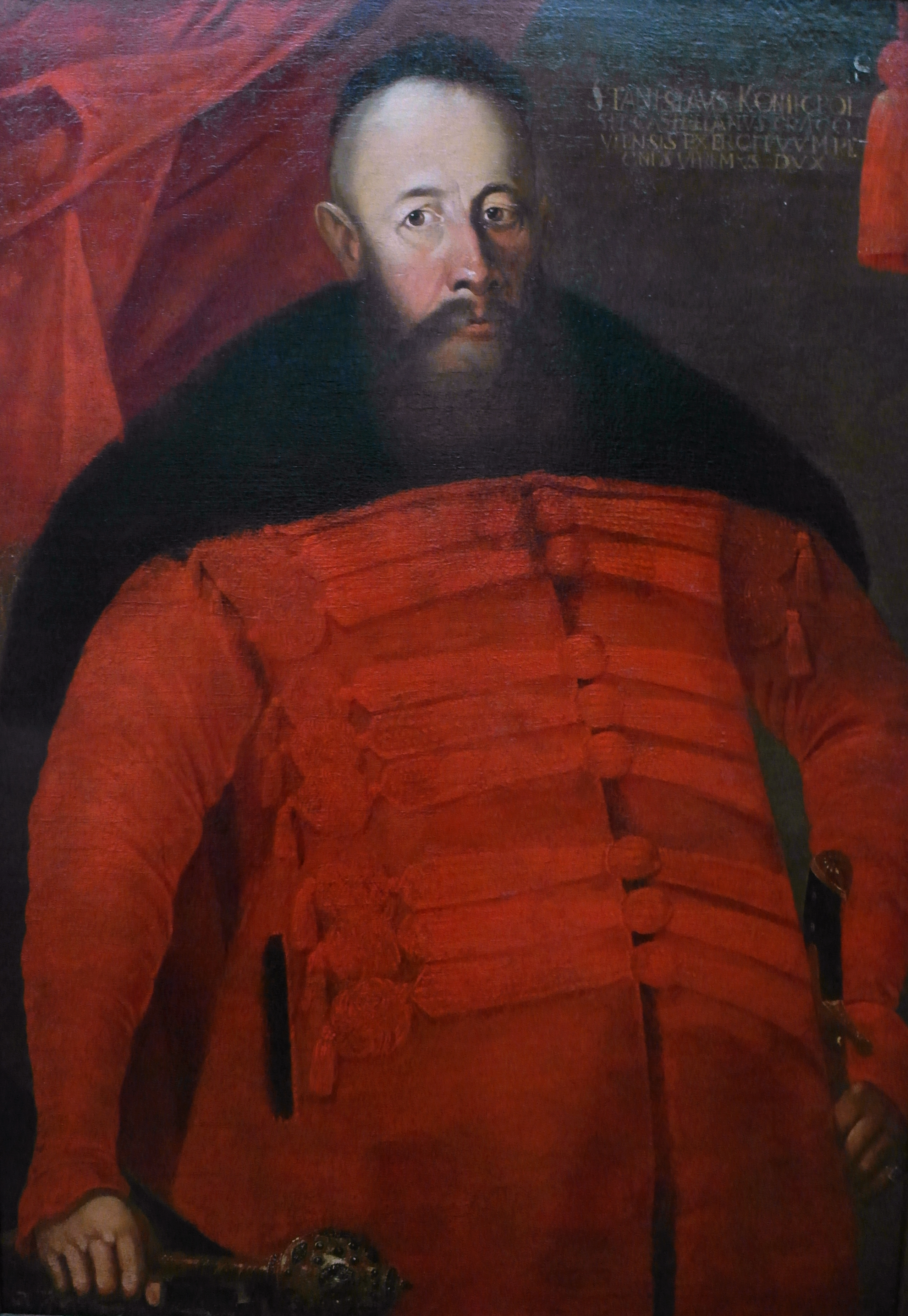
Hetman Stanisław Koniecpolski

Los artículos de Sandomierz promulgados por los rebeldes exigían limitar aún más el poder del monarca. Amenazados por las fuerzas reales al mando de Stanisław Żółkiewski, los confederados alcanzaron un acuerdo con Segismundo, pero después se echaron atrás y reclamaron la destitución del rey. La guerra civil acabó en la batalla de Guzów, que perdieron los rebeldes en 1607. Sin embargo, la alta nobleza que hasta entonces había tomado partido por el rey se aseguró de que la posición de este no se fortaleciese en exceso y mantuvo la capacidad de arbitraje en manos del Senado. Lo que quedó del «movimiento de cumplimiento» se unió a los nobles obstruccionistas; finalmente se alcanzó un pacto que puso fin a la crisis de autoridad. Los señores victoriosos del consejo real, no obstante, carecían de los instrumentos políticos para perpetuar la pujanza de la mancomunidad, todavía en su Edad de Oro (para algunos, ya la Edad de Plata).
En 1611 el Sejm le concedió a Juan Segismundo, elector de Brandeburgo, el feudo del Ducado de Prusia, pues el duque Alberto Federico había muerto sin descendencia. Así la los Hohenzollern brnadeburgueses rigieron el Ducado desde 1618.

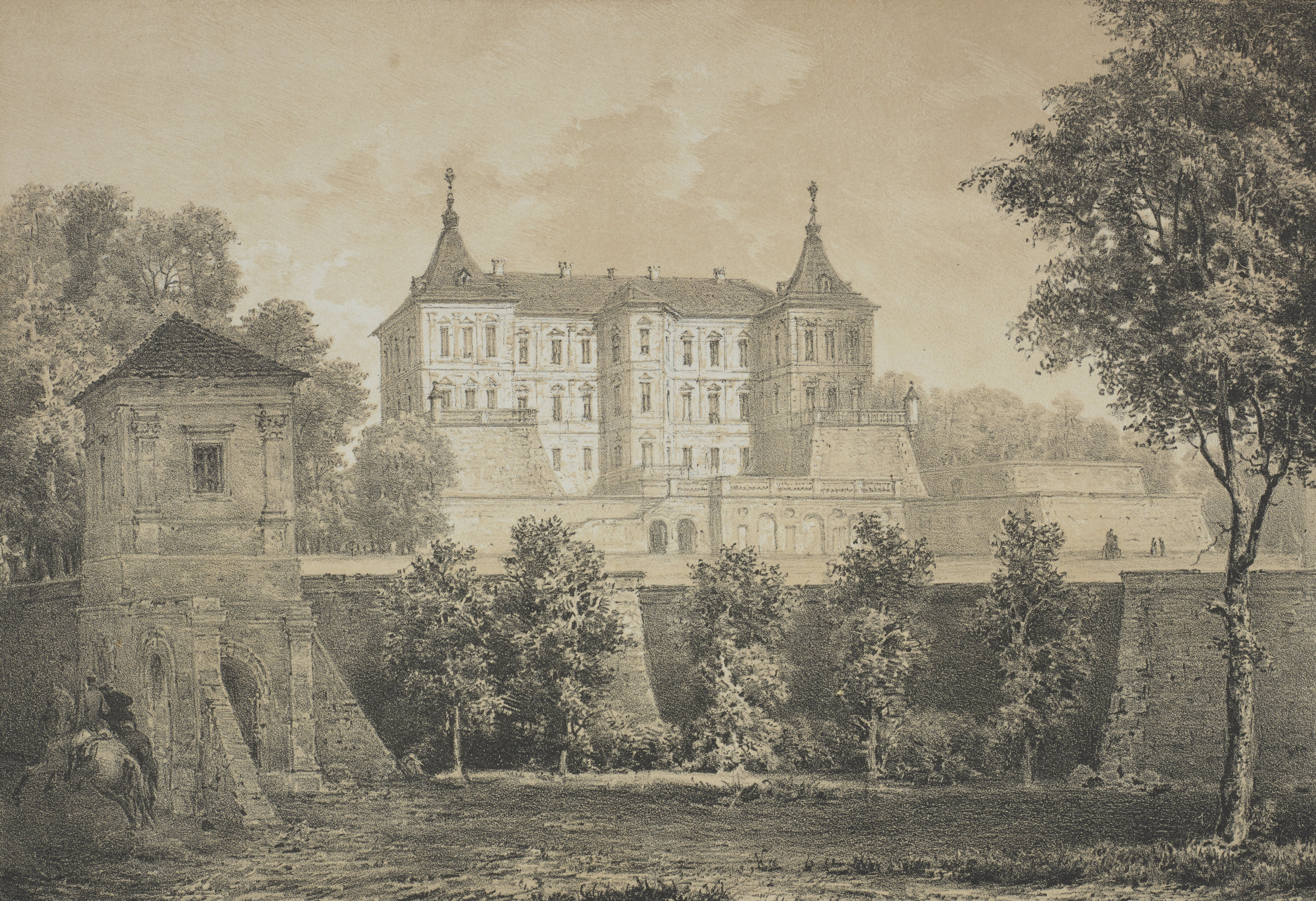
El castillo Pidhirtsi fue construido por el hetman Koniecpolski.

Las reformas del «movimiento de cumplimiento» habían transformado al Sejm en el centro de la política polaca, el órgano de mayor poder político del Estado. Pero esta situación no duró mucho: las tendencias descentralizadas destructivas y algunos actos de la nobleza y del rey minaron poco a poco la eficacia y primacía del órgano central legislativo. El vacío resultante lo ocuparon durante los siglos XVI y XVII las dietinas o Sejmiks regionales, cada vez más activas, que resultaban para los nobles más activos un foro más directo y accesible que el Parlamento central en los que promover sus intereses. Las dietinas lograron implantar controles a la actividad parlamentaria que restringieron la autoridad del Sejm; paulatinamente, las dietinas fueron asumiendo mayores tareas administrativas, sobre todo en lo relacionado con los asuntos locales.
Al reto para la autoridad del Sejm que suponían las setenta dietinas se unió la inestabilidad que causó el ejército; a menudo sin fondos, los soldados formaron «confederaciones», en el fondo, rebeliones. Mediante el saqueo y el terror, intentaban recuperar las pagas que se les adeudaban y en ocasiones, alcanzar otros objetivos, a veces políticos.
Parte de la nobleza y el rey, empero, sí que lograron aprobar algunas reformas, si bien la primera deseaba limitar el poder del monarca y de los magnates. Segismundo III colaboró durante la última parte de su reinado de manera constructiva con el Sejm, asegurándose de que entre 1616 y 1632 cada sesión aprobara las necesarias reformas. Las mejoras en tributación y mantenimiento del ejército permitieron resolver algunos de los conflictos armados que acaecieron durante el reinado de Segismundo.

## Cosacos y rebeliones de los cosacos

La mancomunidad colonizó Ucrania, pero el voivodato de Kiev era una de las muchas zonas donde predominaban los propietarios rutenos y no los polacos.

Aunque no abundaban aún los cosacos a mediados del siglo XVI en los territorios del sudeste de Lituania y Polonia, las primeras compañías de caballería ligera cosaca se incorporaron a las fuerzas armadas polacas en esa época. Durante el reinado de Segismundo III Vasa, por el contrario, el problema cosaco devino el principal reto interno de la República de las Dos Naciones.
Los duques de Rutenia de Volinia emprendieron la colonización de la subdesarrollada región en las décadas de 1580 y 1590. De los polacos, solo Jan Zamoyski participó en la empresa, en la región de Bratslav, a finales de siglo. En esta región y en la de Kiev fue donde se concentraron los nuevos potentados polacos, que a menudo se casaron con mujeres rutenas. En 1630, los grandes latifundios ucranianos estaban en manos de familias rutenas como los Ostrogsky, Zbaraski y Zaslawski. Cuando estalló la gran guerra civil de 1648, los colonos polacos apenas representaban el 10 % de la baja nobleza, en los voivodatos de Bratslav y Kiev, cuya situación se conoce en detalle. Así las primeras rebeliones cosacas fueron revueltas sociales y no movimientos nacionales antipolacos. Como ejemplos de lucha de clases, fueron aplastados brutalmente por el Estado, que en ocasiones llevó a sus cabecillas a ser ejecutados a Varsovia.

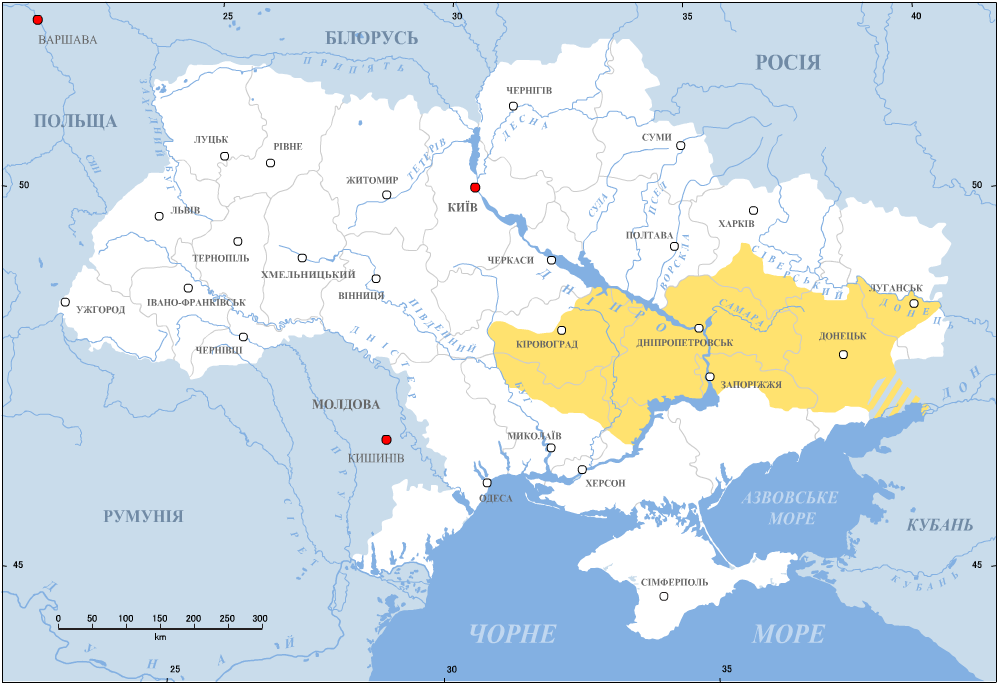
La región histórica de Zaporiyia mostrada con color, en la Ucrania moderna.

Al principio los cosacos eran seminómadas y luego también población sedentaria de eslavos orientales de la zona del río Dniéper, dedicados al bandolerismo y al saqueo, famosos por su valor, que habían adoptado una organización militar. Muchos de ellos habían sido campesinos que habían huido de diversas zonas la república o del Zarato moscovita y se habían instalado en el bajo Dniéper; otros eran la gente de ciudad y nobles, que bien provenían de la región o se habían trasladado a ella. Los cosacos se consideraban libres de cualquier servidumbre y obedecían a sus propios jefes, que ellos mismos elegían de los estratos más acomodados de su sociedad. Había decenas de miles de cosacos a principios del siglo XVII. Frecuentemente tenían enfrentamientos con sus vecinos del Imperio otomano y el Kanato de Crimea e corrían sus asentamientos de la costa del mar Negro. Estas excursiones de súbditos del rey polaco, resultaban perjudiciales para las relaciones extranjeras de la mancomunidad, porque perturbaban la paz e interferían con la política estatal hacia el Imperio otomano.
A principios del período de unión polaco-lituana, comenzó a formarse la conciencia nacional ucraniana, influenciada en parte por las peripecias y los héroes de los levantamientos cosacos. En el proceso también influyeron el legado de la Rus de Kiev y la existencia del idioma ruteno. Los cosacos se sentían miembros de la «nación rus ortodoxa» (la iglesia uniata fue casi eliminada de la región de Dniéper en 1633). Pero también eran habitantes de la «patria republicana» polaca, y como súbditos de los reyes se relacionaron con estos y con el Parlamento. Los cosacos y la nobleza de rutenia no tenían conexión con el Zarato moscovita y habían pertenecido hasta hacía poco al Gran Ducado de Lituania.
A pesar de los cabecillas de los levantamientos, los ucranianos más destacados de este periodo fueron: Dmitró Vishnevetski, Samuel Zborowski, Konstanty Wasyl Ostrogski y Petró Konashévych-Sahaidachny.
Muchos cosacos fueron reclutados para participar en conflictos de la mancomunidad. Esto les otorgaba privilegios y a menudo suponía un ascenso social, por lo que lo que se oponían a las reducciones periódicas del número de cosacos que servían en el Ejército. Las rebeliones cosacas eran normalmente grandes revueltas sociales de la plebe.
El Imperio otomano exigió que se liquidase el poderío cosaco. Sin embargo, la mancomunidad necesitaba a los cosacos en el sudeste, donde proporcionaban una protección efectiva frente a las correrías de los tártaros de Crimea. Un método alternativo de eliminar la beligerancia cosaca era conceder títulos nobiliarios a una parte sustancial de la población y así integrarlos en la estructura de poder de la mancomunidad, que era la aspiración de los cosacos. Pero esta solución fue rechazada por los magnates y por la nobleza en general por razones políticas, económicas y culturales cuando todavía se podía haber aplicado y haber tratado de evitar la crisis final. En vez de ello, la nobleza polaco-lituana siguió una línea oscilante: pactó con los cosacos permitiendo que un número limitado de ellos (quinientos en 1582, ocho mil en 1630) ingresase en el Ejército (los demás se convertirían en siervos y facilitarían la colonización de la zona del Dniéper por la alta nobleza) y trató también de sojuzgarlos mediante una serie de brutales campañas militares.

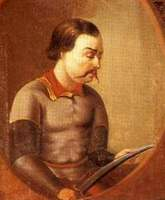
Yákiv Ostryanin, jefe cosaco.

Los esfuerzos opresivos, a menudo liderados por los polacos, incluyendo las tierras de la Corona, o los judíos, los nobles rutenos de la mancomunidad y hasta los oficiales cosacos de un rango más alto, a subyugarse y explotar económicamente los territorios y la población de los cosacos en la región de Zaporizhua, resultó en una serie de levantamientos cosacos, de los cuales los primeros pudieron haber servido como advertencia para los legisladores szlachta. Mientras Ucrania pasaba por un desarrollo sustancial económico, los cosacos y los campesinos no se encontraban entre los beneficiarios de este proceso.
En 1591, el levantamiento sangriento reprimido de Kosiński fue liderada por Krzysztof Kosiński. Más peleas se llevaron a cabo en 1594, cuando el levantamiento de Nalyvaiko se apoderó de grandes porciones de Ucrania y Bielorrusia. El Hetman Stanisław Żółkiewski derrotó a las unidades de los cosacos en 1596 y Severýn Nalyvaiko fue ejecutado. En el siglo XVII hubo una pacificación temporal de relaciones, cuando en las muchas guerras en las que la mancomunidad estaba involucrada se necesitaba una mayor participación de los cosacos registrados. Pero de la Unión de Brest resultaron nuevas tensiones, ya que los cosacos se habían convertido en adherentes y defensores de la Iglesia Ortodoxa.
En la época de la Inestabilidad en el Zarato moscovita hubo rebeliones de campesinos, como la acaudillada por Iván Bolótnikov, quien contribuyó también a los disturbios campesinos en la mancomunidad y a más insurrección de los cosacos ahí.

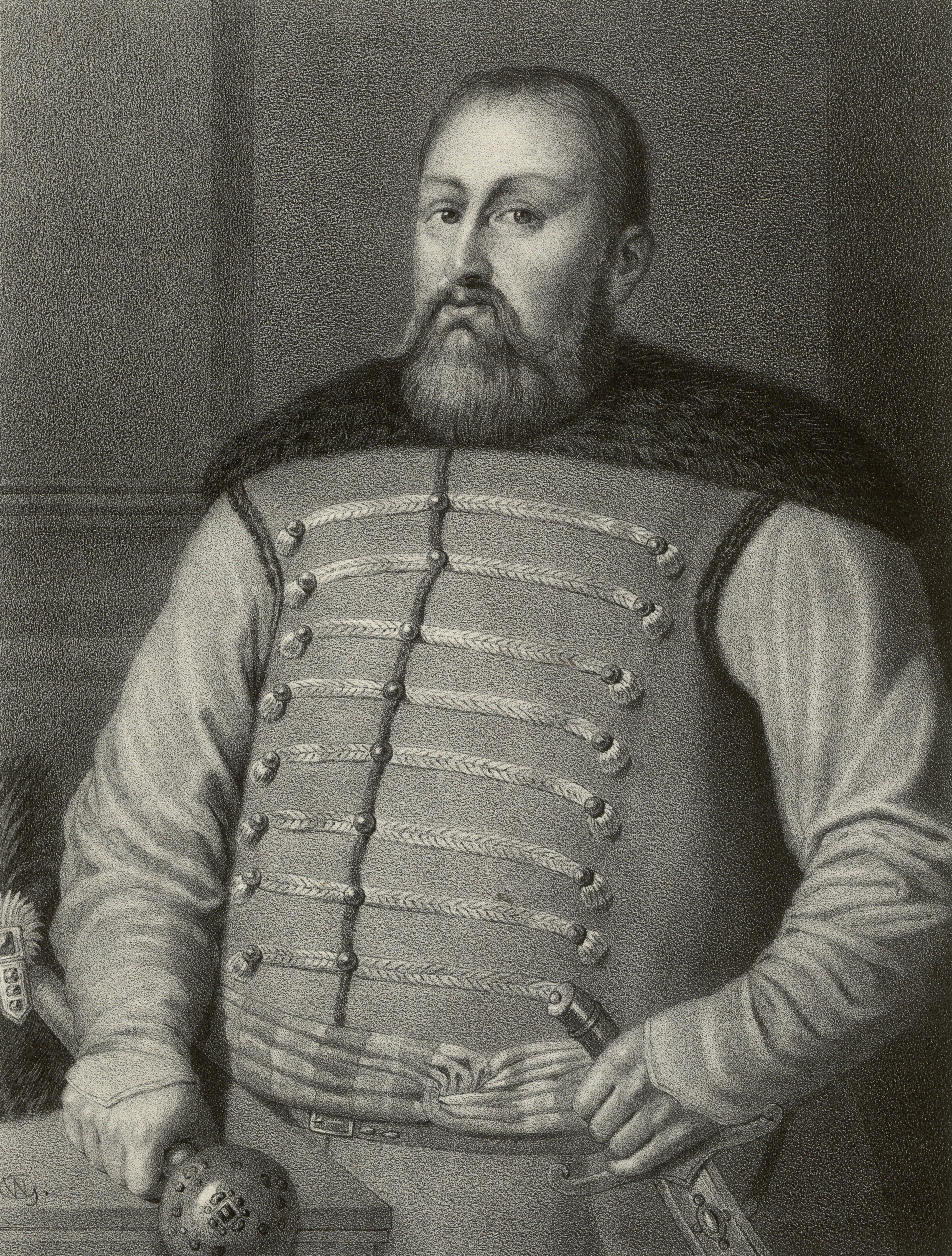
El hetman de la corona Mikołaj Potocki peleó contra los cosacos, pero también fue una de las voces de la razón y practicalidad: apeló para restringir los abusos de los polacos, pidió un establecimiento de una comisión para lidiar con los daños de los ucranianos e inicialmente defendió a Bogdán Jmelnitski.

El levantamiento de Marek Zhmaylo de 1625 fue confrontado por Stanislaw Koniecpolski y concluyó cuando Myjailo Doroshenko firmó el Tratado de Kurukove. Pero pronto vinieron más peleas y culminaron en "Taras night" de 1630, cuando los cosacos rebeldes bajo Tarás Fedoróvych se puso en contra de las unidades del ejército y de los estados nobles. El levantamiento de Fedoróvych fue puesto bajo control por el Hetman Koniecpolski. Después de estos eventos vino un aumento en el registro de los cosacos (Tratado de Pereyáslav), pero después un rechazo de demandas por los antiguos cosacos durante la convocación de Sejm en 1632. Los cosacos querían participar en elecciones libres como miembros de la mancomunidad y tener los derechos religiosos de la Unión de Brest que los cristianos del este habían restaurado. El Sejm de 1635 votó por más restricciones y autorizó la construcción del Fuerte Kodak en el Dniéper, para facilitar el control más efectivo sobre los territorios cosacos. Otra ronda de peleas vino después, en 1637-1638, el levantamiento de Pavluk. Fue derrotado y su cabecilla Pável Mijnóvych fue ejecutado. Los cosacos se volvieron a rebelar por las nuevas limitaciones anti cosacos y los estatutos del Sejm imponiendo la servidumbre en 1638 bajo Yákiv Ostryanin y Dmytró Hunia. El levantamiento fue cruelmente suprimido y las propiedades de los cosacos que existían fueron tomadas por los magnates.
El Kremlin de Moscú vigilaba la lucha de la mancomunidad con los cosacos y desde finales de 1620 se dieron cuenta de que eran una fuente de inestabilidad para su vecino y su rival, la mancomunidad Polonia-Lituania. Los esfuerzos de los rusos para desestabilizar al reino polaco por medio de los cosacos en 1630 no tuvieron éxito, aunque los cosacos mayores a menudo consideraban la posibilidad de unirse al Zarato moscovita para presionar a los altos mandos de Polonia. Las fronteras con Rusia se convirtieron en un lugar de refugio para los cosacos perseguidos después de sus levantamientos fracasados; el régimen de los cosacos registrado como ruso, siguiendo el ejemplo de la mancomunidad, se estableció ahí eventualmente.
Las fuertes medidas restauraron la calma relativa por una década, hasta 1648. Visto por el establecimiento como "la paz de oro", ya que los cosacos y campesinos fueron los más oprimidos. Durante ese tiempo, los ducados privados de Ucrania, como las familias Kalinowski, Danilowski y Wisniowiecki se expandieron rápidamente en la economía de la servidumbre, solo en ese entonces (mucho después en otras partes de la Corona Polaca) se introdujo a Ucrania, causó niveles sin precedentes de explotación. El asunto de los cosacos, se veía como un punto débil de la mancomunidad y por a poco se convertía en un asunto de política internacional.

## Vladislao IV Vasa

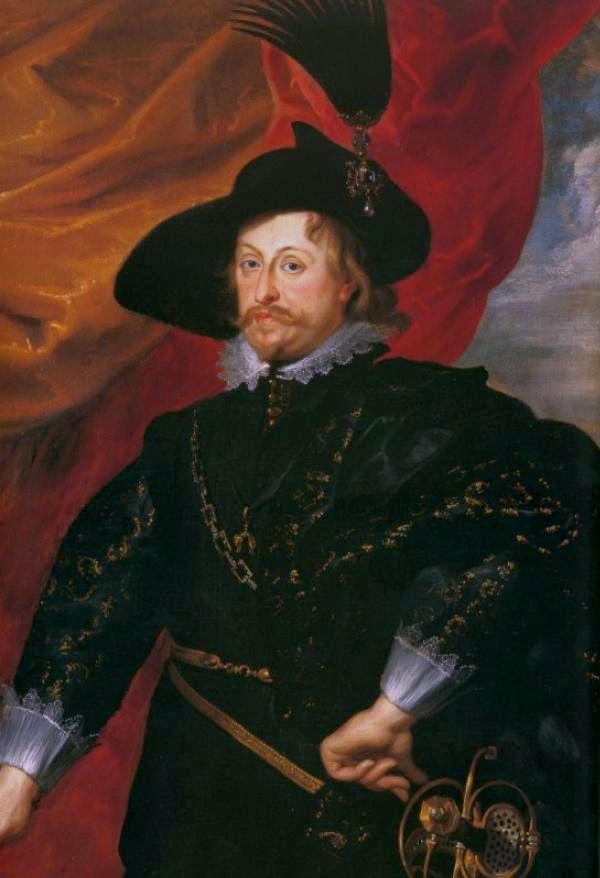
Vladislao IV Vasa retratado por Pedro Pablo Rubens.

Vladislao IV Vasa, hijo de Segismundo III, fue rey de la mancomunidad de 1632 a 1648. Nació y creció en Polonia; desde niño, se le educó con esmero para asumir la corona y era popular, culto y carecía de los prejuicios religiosos de su padre. Pese a que estas ventajas le hacían en principio un buen soberano, anhelaba como lo había hecho su padre obtener el trono de Suecia empleando para ello su poder en la mancomunidad, que trató de aumentar. Vladislao reinó con la colaboración de varios nobles prominentes, entre ellos Jerzy Ossoliński, canciller de la Corona; el hetman Stanisław Koniecpolski; y Jakub Sobieski, dirigente de la nobleza media. No fue capaz de atraer a mayores círculos de la szlachta y por ello fracasaron muchos de sus planes en el Sejm, cuyas sesiones cada vez más acababan bloqueadas. Por su tolerancia con los no católicos, a Vladislao también se le opusieron el clero católico y el papado.
En los últimos años de su reinado, trató de reforzar su posición y asegurar la sucesión de su hijo emprendiendo una guerra con el Imperio otomano, que preparó sin la colaboración de la nobleza. Por ello, el rey se esforzó en forjar una alianza con los cosacos, a quienes alentó en sus preparativos militares con el propósito de emplearlos contra los turcos. Fue el soberano que más cooperó militarmente con los cosacos. La guerra que preparaba Vladislao no llegó a librarse y el rey tuvo que explicar sus planes en las sesiones del Sejm de 1646. El hijo de Vladislao, Segismundo Casimiro falleció en 1647 y el rey, debilitado y decepcionado, lo hizo en 1648.

## Intentos de alcanzar la hegemonía en Europa Oriental

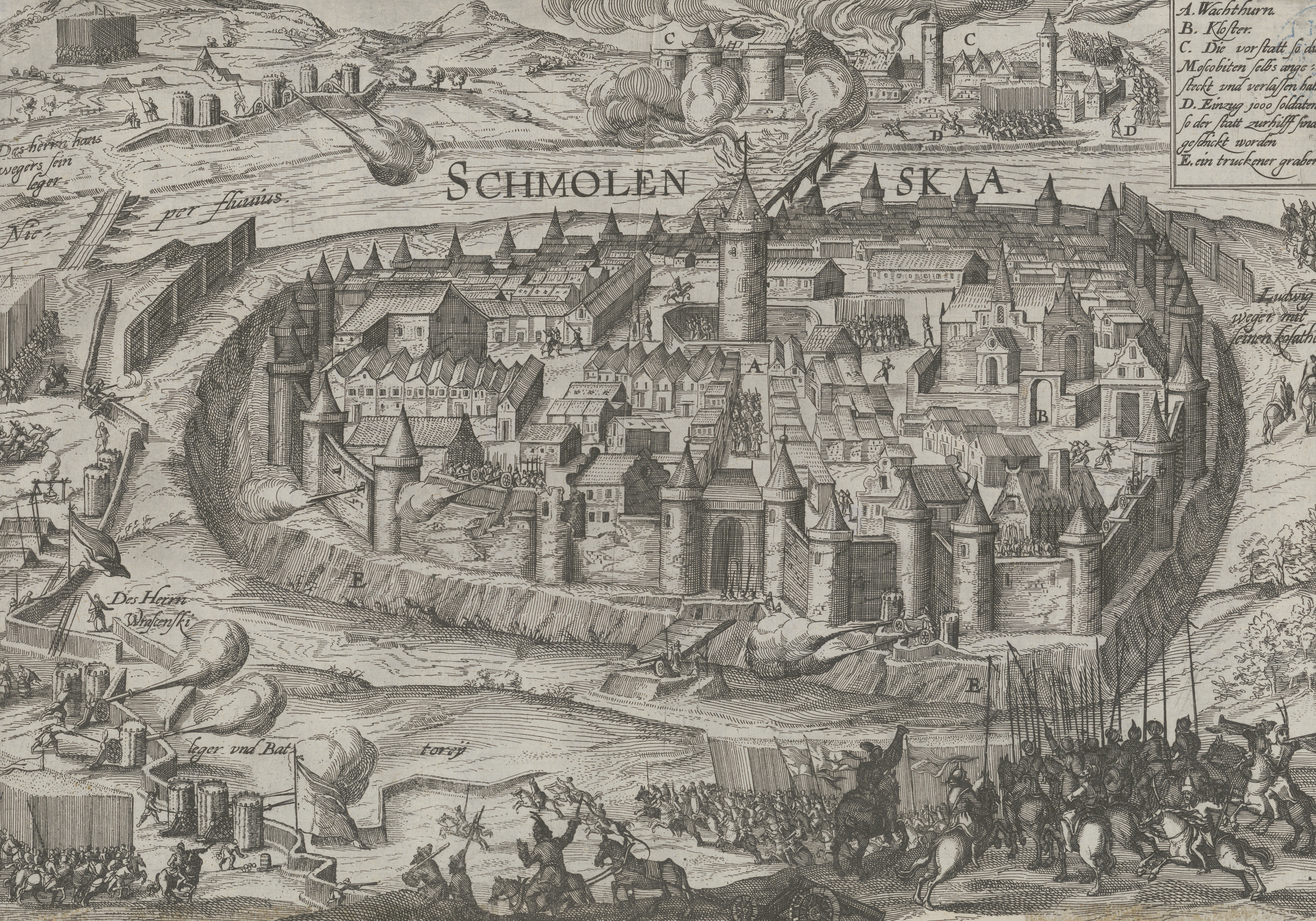
Sitio de Smolensk (1609-1611).

Una serie de acontecimientos debilitaron a los vecinos poderosos de la mancomunidad (el Zarato moscovita, la Monarquía Habsburgo austriaca y el Imperio otomano) a finales del siglo XVI y comienzos del XVII. Esto permitía al Estado polaco-lituano aumentar su poder en la región, si bien la capacidad de hacerlo dependía de superar ciertos inconvenientes internos que estorbaban la consecución de este objetivo, como la propensión pacifista y de aislamiento de la nobleza o la rivalidad entre los jefes de la nobleza y los reyes, que a menudo intentaban soslayar los límites a su autoridad, como los Artículos de Enrique.
La guerra casi continua de las tres primeras décadas del nuevo siglo resultaron en la modernización, aunque no en el crecimiento del ejército de la mancomunidad, debido a las limitaciones presupuestarias. El total de fuerzas militares disponibles oscilaba entre los pocos miles que combatieron en la batalla de Kircholm y los más de cincuenta mil —más las levas de la nobleza (pospolite riszenie)— que participaron en la batalla de Jotín (Chocim) de 1621. El desarrollo notable de la artillería durante la primera mitad del siglo XVII culminó en la publicación en 1650 en Ámsterdam del libro Artis Magnae Artilleriae pars prima de Kazimierz Siemienowicz, que además fue un pionero en el desarrollo de los cohetes. A pesar de la excelencia de la caballería pesada (húsares) y ligera (cosacos) de la mancomunidad, en el Ejército creció la proporción tanto de la infantería (compuesta por campesinos, mercenarios y unidades cosacas) como de las tropas extranjeras. Durante los reinados de los dos primeros Vasas, se desarrolló una flota de guerra que luchó con fortuna en varias batallas navales (en 1609 contra Suecia). Como siempre, las dificultades fiscales entorpecían la labor militar y reducían la capacidad de la tesorería de pagar a los soldados.

## Moldavia

Moldavia, Transilvania y Valaquia a finales del siglo.

Como consecuencia de los planes de ofensiva contra los turcos, que no se habían aplicado al morir prematuramente Esteban Báthory, Jan Zamoyski atacó Moldavia en 1595. Gracias al ejército de la mancomunidad, Ieremia Movila se hizo con el cetro de hospodar, si bien quedó sometido como vasallo a aquella. A continuación, el ejército de Zamoyski desbarató el contraataque otomano en la batalla de Țuțora. El siguiente enfrentamiento que se libró en la región aconteció en 1600, cuando Zamoyski y Stanisław Żółkiewski lucharon con Miguel el Valiente, hospodar de Valaquia y de Transilvania. Los polacos primero devolvieron el trono moldavo a Ieremia Movilă, al que Miguel se lo había arrebatado y luego vencieron a este en Valaquia en la batalla de Bucov. El hermano de Ieremia, Simon Movila fue nombrado nuevo hospodar de Valaquia y durante un breve período la región entera del Danubio dependió de la república polaco-lituana. Poco después, sin embargo, el Imperio otomano recuperó su papel preponderante en la región: en 1601 en Valaquia y en 1606 en Transilvania. Las acciones de Zamoyski, que constituyeron la primera etapa de las guerras de los Magnates de Moldavia, tan solo lograron prolongar fugazmente la influencia de Polonia en Moldavia y frustrar los intentos de expansión de los Habsburgo en la región. Poco después los polaco-lituanos tuvieron que abandonar la zona, ya que necesitaban concentrar sus fuerzas en el norte.

## Guerra con Suecia

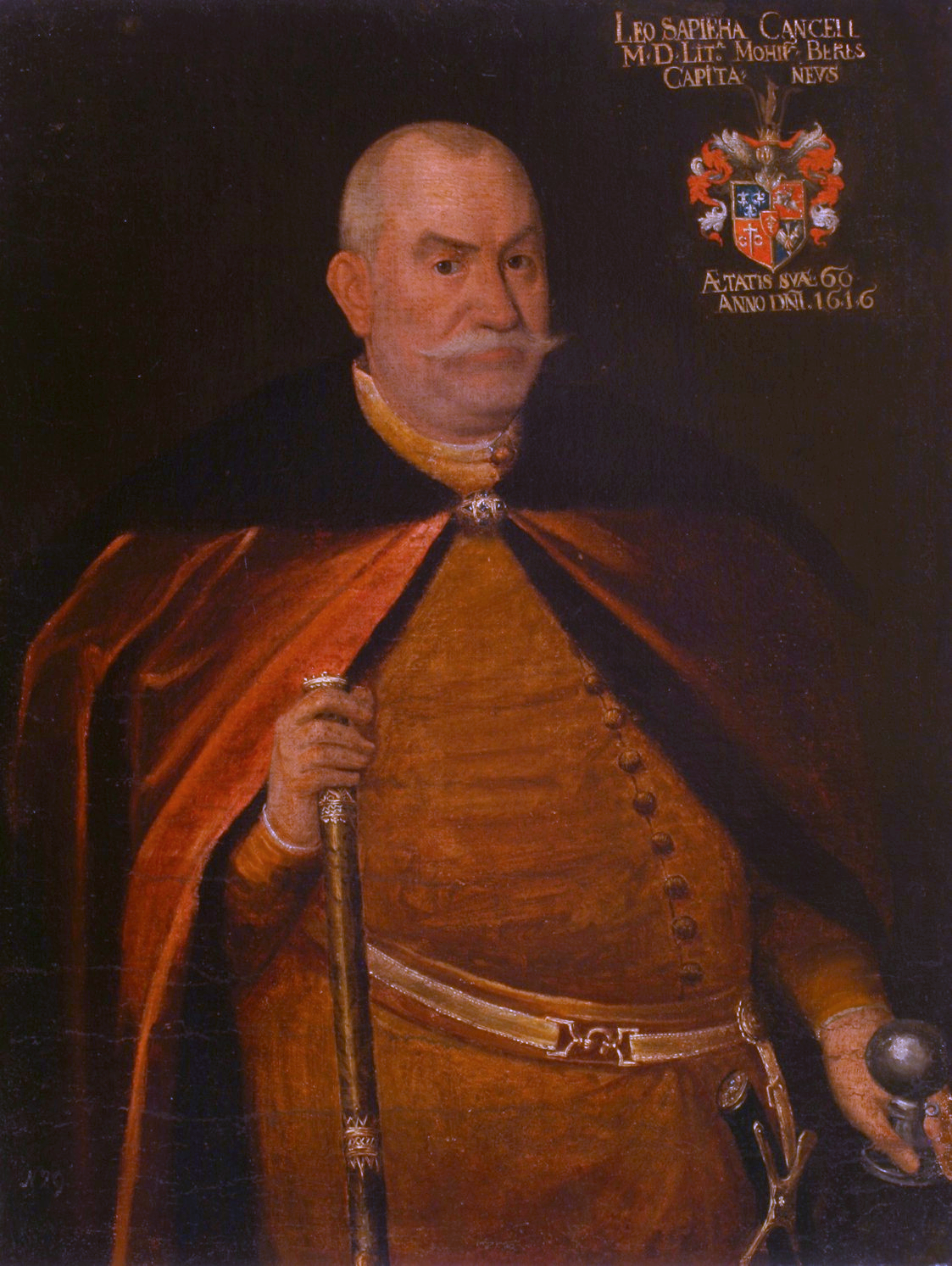
Lew Sapieha, gran canciller del Gran Ducado de Lituania.

La coronación de Segismundo III en Suecia se llevó a cabo en 1594 en un ambiente muy tenso e inestable debido a las disputas religiosas. Cuando Segismundo regresó a Polonia, su tío Carlos, el regente, acaudilló a los que en Suecia se oponían a su sobrino. En 1598 Segismundo intentó resolver el asunto por la fuerza, pero la expedición a su país de origen quedó desbaratada por la derrota que le infligieron en la batalla de Linköping; el propio Segismundo cayó prisionero y tuvo que aceptar severas condiciones para recobrar la libertad. Después de su regreso a Polonia, en 1599 el Riksdag de los Estados lo destituyó y Carlos invadió Estonia. Un año más tarde, en 1600, Segismundo proclamó la incorporación de esta región a la mancomunidad, lo que equivalía a declarar la guerra a Suecia, en un momento en el que la república estaba enfrascada en los combates en Moldavia.

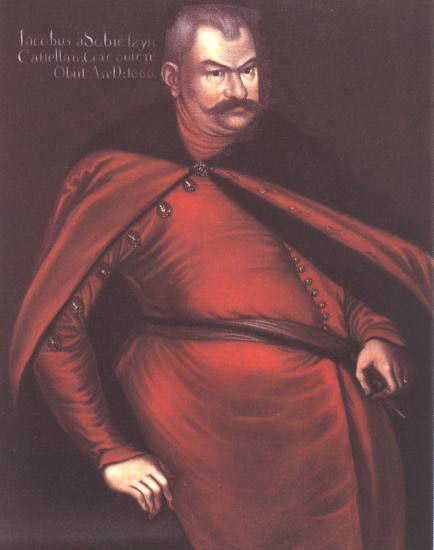
Jakub Sobieski, padre del rey Juan III Sobieski.

El ejército que envió a la región Carlos, mucho más numeroso que el que mandaba Jürgen von Farensbach, jefe de las fuerzas polaco-lituanas en la zona, venció a este y se adueñó rápidamente en 1600 del grueso de Livonia hasta el río Daugava, a excepción de Riga. La mayoría de la población acogió a los suecos, harta ya del gobierno polaco-lituano. Sin embargo, en 1601 Krzysztof Radziwiłł venció en la batalla de Kokenhausen y luego los refuerzos que trajo Jan Zamoyski permitieron expulsar a los suecos de casi toda la región, salvo de Revel. No obstante, la mayoría del ejército volvió a Polonia porque no se le pagó. La campaña de expulsión de los suecos la prosiguió Jan Karol Chodkiewicz al mando de un ejército menor; aplastó una incursión Sueca en Paide (Biały Kamień) en 1604.
En 1605 Carlos, para entonces ya Carlos IX de Suecia, emprendió una nueva ofensiva, pero las victorias de Chodkiewicz en batalla de Kircholm y en otros lugares y los triunfos navales polacos la frustraron. La guerra continuó sin que la victoria se decantase por ninguno de los dos bandos. En el armisticio de 1611, la Mancomunidad obtuvo la mayoría de los territorios en disputa; un conjunto de dificultades, tanto internas como externas, incluyendo la imposibilidad de pagar a los mercenarios y la nueva guerra polaco-rusa le había impedido continuar la guerra hasta obtener una victoria completa.

## Intentos de someter al Zarato moscovita

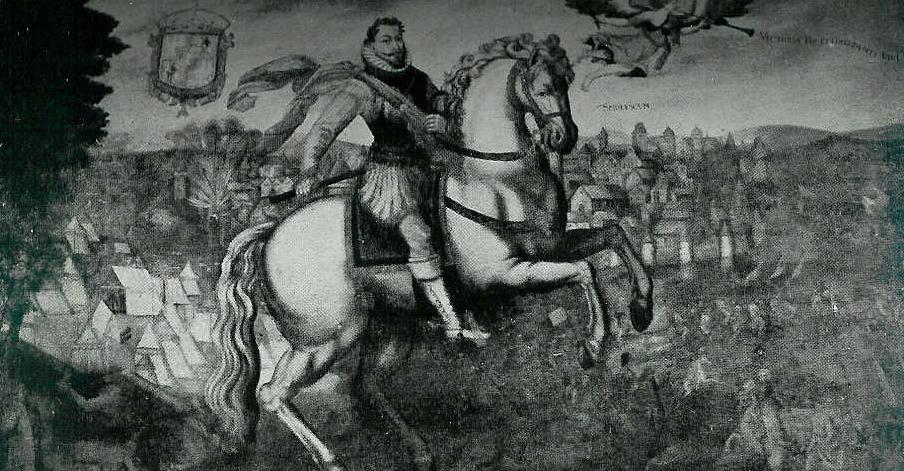
Segismundo III Vasa en el sitio de Smolensk.

Después de las muertes de Ivan IV y de su hijo Teodoro (1598) —últimos zares de la dinastía Rurik—, el Zarato moscovita se sumió en un período de crisis económica, social y dinástica conocida como Época de la Inestabilidad. Los apuros de Borís Godunov, enfrentado al rechazo de las masas campesinas y de los boyardos, fomentaron en la Mancomunidad los planes de someter Rusia, bien mediante la unión de esta a la república, bien mediante la imposición de un señor dependiente de Polonia-Lituania.
En 1600, Lew Sapieha dirigió una misión de la mancomunidad que marchó a Moscú para proponer una unión con el Estado ruso, según el modelo de la Unión polaco-lituana, en el que los boyardos hubiesen gozado de unos privilegios comparables a los de la nobleza de la mancomunidad. La decisión del nuevo monarca común se pospondría hasta la muerte del rey o del zar. Borís Godunov, que por entonces también negociaba con Carlos de Suecia, no estaba interesado en una relación tan estrecha con los polaco-lituanos y por tanto las dos partes solo lograron firmar una tregua de veintiún años en 1602.

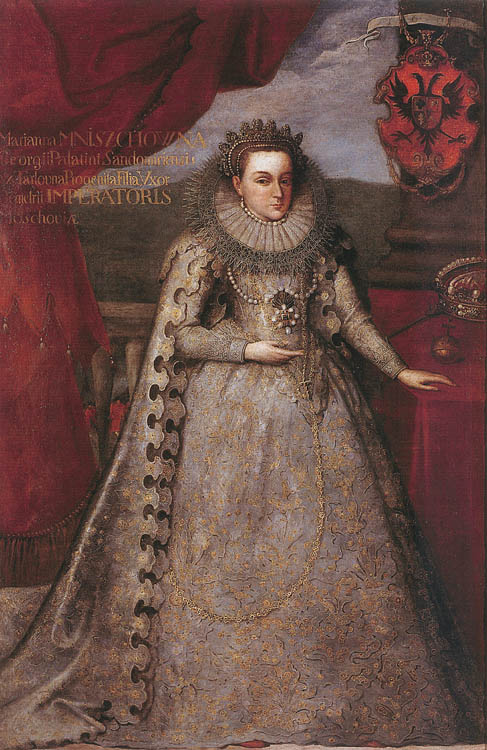
La zarina Marina Mniszech

Los magnates polaco-lituanos aprovecharon la muerte inesperada del zarévich Dimitri (1591), que falleció en circunstancias misteriosas, y la aparición del falso Dimitri I, un pretendiente e impostor que afirmaba ser el difunto zarévich. El falso Dimitri obtuvo la ayuda de la familia Wiśniowiecku y de Jerzy Mniszech, vaivoda de Sandomierz; a este le prometió vastas haciendas y casarse con su hija Marina. Dimitri se convirtió al catolicismo, acaudilló un ejército de aventureros de la mancomunidad y, con la aquiescencia tácita de Segismundo III, penetró en el Zarato moscovita en 1604. Después de la muerte de Borís Godunov y el asesinato de su hijo Teodoro, Dimitri fue entronizado; pereció en un tumulto popular en 1606, que eliminó también la presencia polaca en Moscú.
No obstante, la inestabilidad continuó en Rusia bajo el nuevo zar Basilio IV. Surgió un nuevo Dimitri falso que la zarina Marina incluso «reconoció» como su marido desaparecido. Con un nuevo ejército proporcionado fundamentalmente por los magnates de la mancomunidad, Dimitri II el falso marchó contra Moscú e intentó en vano tomar la ciudad. El zar Basilio IV cedió territorios al rey Carlos IX de Suecia para obtener su auxilio; en 1609 la alianza ruso-sueca, suscrita para enfrentarse a Dimitri y a la Mancomunidad que lo sostenía, eliminó la amenaza que pesaba sobre Moscú y reforzó el poder de Basilio. La liga entre el Zarato moscovita y Suecia y la participación de esta en los asuntos rusos suscitó la intervención militar de los polaco-lituanos en el conflicto, instigada y dirigida por el rey Segismundo III, que contó con el beneplácito de la Curia Romana.
.

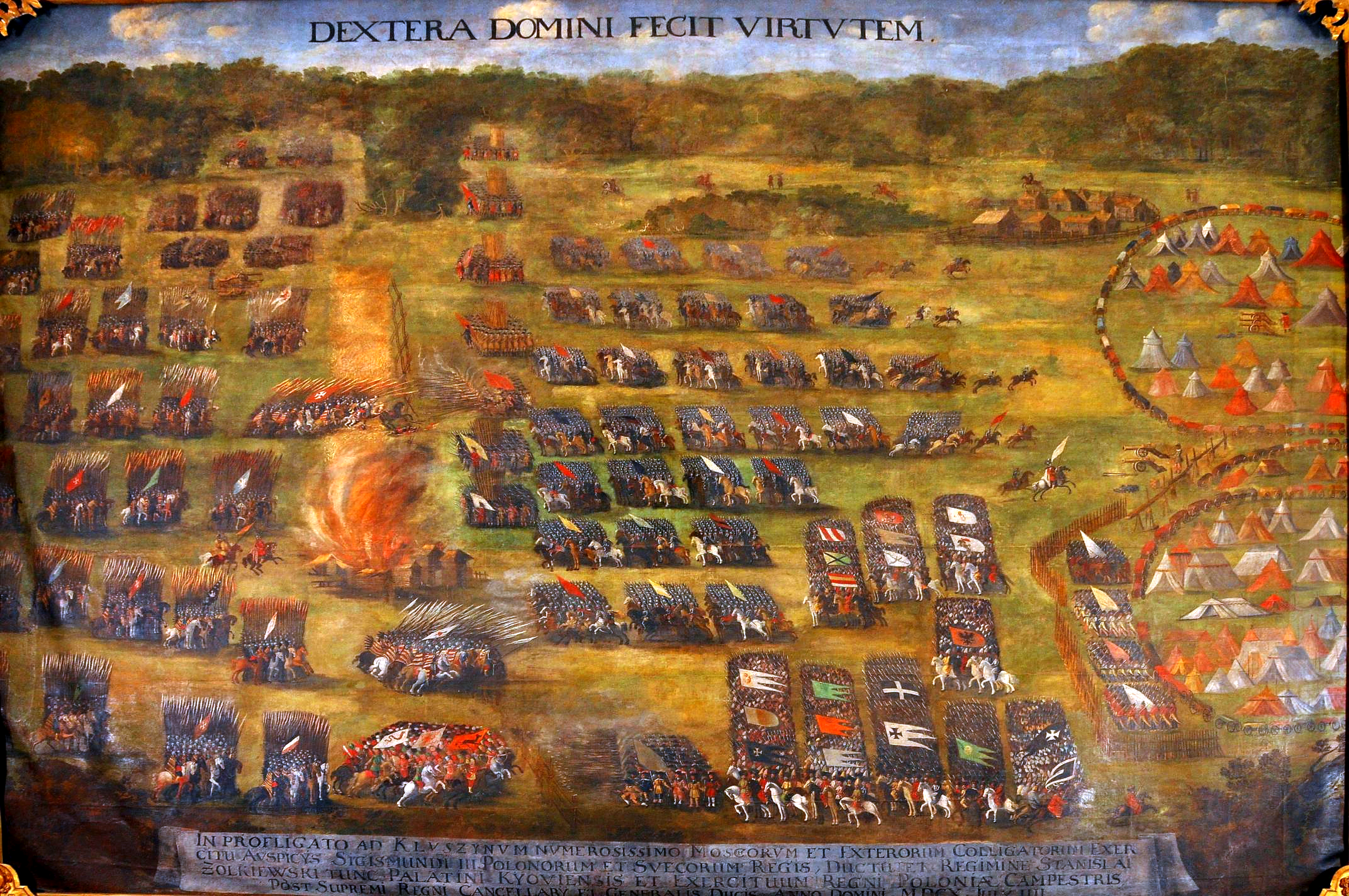
La batalla de Klúshino (1610)

El ejército polaco acometió el cerco de Smolensk; el hetman Żółkiewski desbarató la expedición de socorro ruso-sueca en la batalla de Klúshino (1610). La victoria fortaleció la posición de la fracción rusa inclinada al pacto, que ya antes se habían mostrado dispuestos a ofrecerle el trono moscovita a Vladislao Vasa, hijo de Segismundo III. Fiódor Nikítich Románov, el patriarca de Moscú, era uno de los jefes de los boyardos. Según lo acordado con Zolkiewski, los boyardos depusieron al zar Basilio y aceptaron como soberano a Vladislao con condiciones: se firmaría la paz, la mancomunidad no se anexaría territorios rusos, el príncipe polaco se convertía a la fe ortodoxa y los nobles rusos obtendrían una serie de privilegios, entre ellos el copar los altos cargos del Zarato moscovita. Tras la firma del acuerdo y la proclamación de Vladislao como zar, las fuerzas de la mancomunidad entraron al Kremlin (1610).

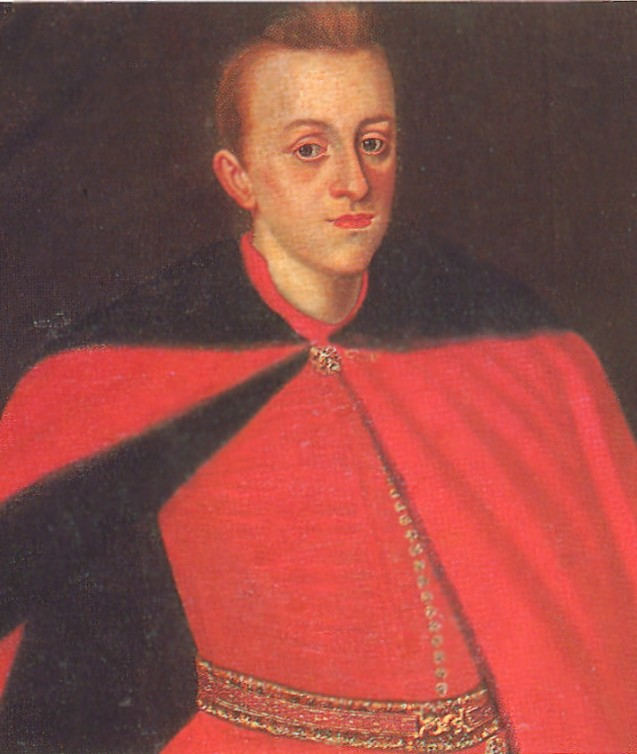
El joven Vladislao IV Vasa fue proclamado zar en 1610, pero las condiciones negociadas para su coronación no fueron aceptadas o cumplidas por su padre.

Sin embargo, Segismundo III rehusó el pacto suscrito y exigió el trono del zar para sí, lo que hubiese conllevado la completa sumisión del Zarato mocovita, situación que la mayoría de la sociedad rusa rechazó. La negativa de Segismundo a aceptar el pacto con los nobles rusos y sus exigencias agudizaron el caos; por su parte, los suecos propusieron a su propio candidato y se apoderaron de Veliki Nóvgorod. Esta situación y la implacable ocupación polaco-lituana desataron un levantamiento popular antipolaco en 1611; se libraron encarnizados combates en Moscú y la guarnición polaca que ocupaba el Kremlin quedó sitiada por los rebeldes.
Mientras tanto, las fuerzas de la mancomunidad conquistaron Smolensk en 1611 tras un largo asedio. Por el contrario, en el Kremlin, la situación de los polacos había empeorado a pesar de los refuerzos ocasionales; el gran levantamiento nacional y religioso se estaba expandiendo por toda Rusia. El príncipe Dmitri Pozharski y Kuzmá Minin acaudillaban a los rusos. Una nueva operación de rescate dirigida por el hetman Chodkiewicz fracasó y las fuerzas polacas y lituanas cercadas en el Kremlin acabaron capitulando en 1612. Miguel Románov, hijo del patriarca Filareto que se hallaba preso en Polonia por rechazar las pretensiones de Segismundo III al trono ruso, fue entronizado en 1613.
.

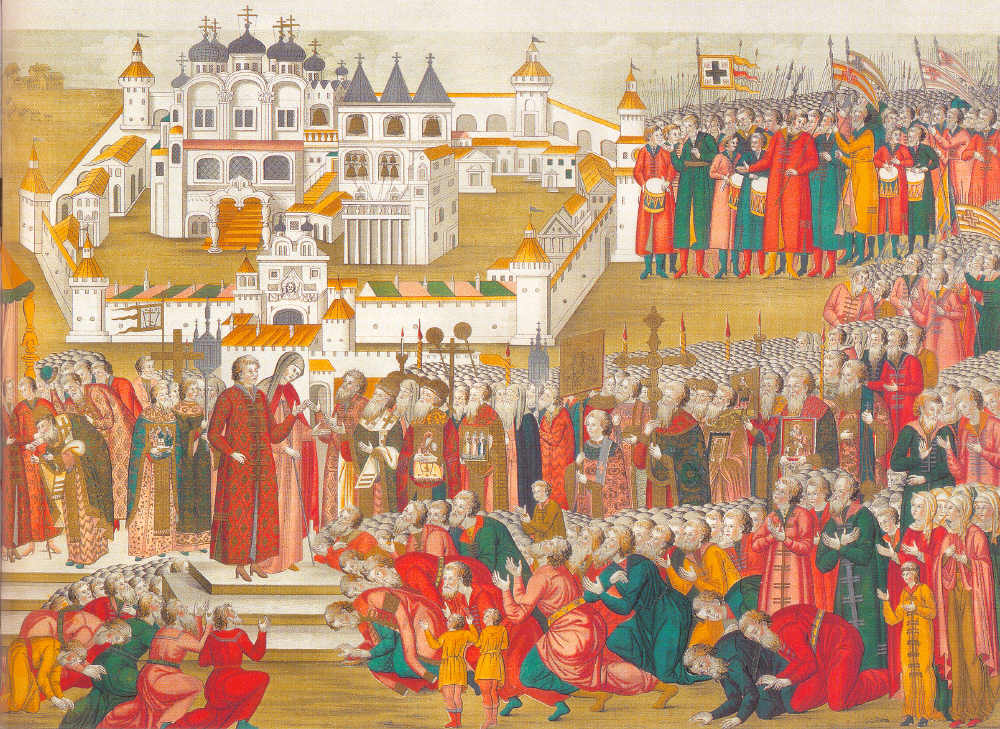
Miguel I de Rusia se enteró de su elección al trono del Zarato moscovita en el Monasterio de Ipátiev en 1613

Pese a todo, los polaco-lituanos prosiguieron la contienda, estorbada por confederaciones de rebeldes creadas por soldados que no habían recibido sus pagas. El Imperio otomano, alarmado las conquistas polacas, entró en el conflicto. Rusia y Suecia firmaron un acuerdo de paz en 1617. Preocupada por la nueva alianza, la mancomunidad emprendió una nueva expedición en Rusia; esta conquistó Vyazma y llegó a las puertas de Moscú para tratar de restaurar a Vladislao en el trono ruso. La ciudad no le abrió las puertas y los polaco-lituanos carecían de fuerzas suficientes para tomarla, por lo que estos tuvieron que retirarse. Pese al contratiempo, la mancomunidad aprovechó la debilidad rusa para recuperar los territorios que había perdido en las primeras décadas del siglo. En la Paz de Deúlino de 1619, la República de las dos Naciones obtuvo las regiones de Smolensk, Cherníhiv y Nóvgorod-Síverski. Gracias a ello la mancomunidad Polonia-Lituania alcanzó su máxima extensión geográfica, pero la paz también certificó el fracaso de los intentos de unión con Rusia, debido a la imposibilidad de superar las diferencias políticas, culturales y religiosas entre los dos Estados. Las pérdidas territoriales y las crueles guerras disputadas entre los dos países originaron una percepción de injusticia y una sed de venganza ampliamente compartidas en Rusia. En el lado polaco-lituano, el gran esfuerzo militar que se había realizado debilitó a la mancomunidad y pronto las aventuras de los Vasa y de los magnates pasaron crecida factura al país. Como reacción a los sucesivos intentos polacos de unir el Zarato moscovita a la Mancomunidad, la nueva dinastía Románov trató durante el resto del siglo de hacerse con el trono polaco-lituano.

## La mancomunidad y Silesia durante la guerra de los Treinta Años

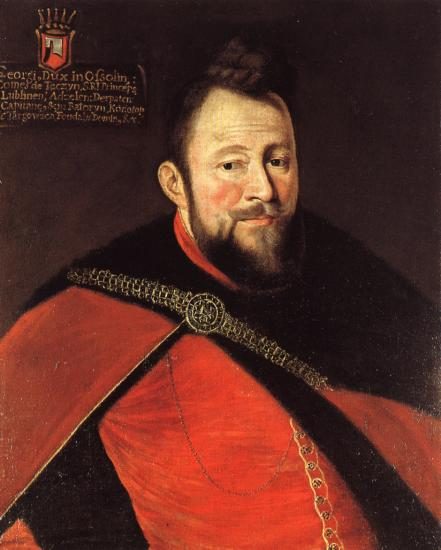
El canciller Jerzy Ossoliński. Se especializó en política extranjera y trabajó con el rey Vladislao IV.

En 1613, Segismundo III Vasa llegó a un acuerdo con Matías, el emperador del Sacro Imperio, por el que los dos accedían a cooperar y proporcionarse mutuamente asistencia para aplastar las rebeliones internas que afrontaban. El pacto eliminó la amenaza de la Monarquía de Habsburgo en la guerra que la Mancomunidad libraba con Rusia, pero tuvo consecuencias serias después de la Revuelta de Bohemia que dio lugar a la guerra de los Treinta Años en 1618.
Los sucesos en Bohemia debilitaron la posición de los Habsburgo en Silesia, en la que había grandes concentraciones de población de cultura polaca, cuyos vínculos e intereses las ligaban al bando protestante. Existían numerosas parroquias luteranas polacas, con escuelas y actividades culturales, en las comarcas de gran densidad de población polaca en torno a Opole y Cieszyn, en el este Silesia, y en muchos ciudades y pueblos de toda la región, incluidas Breslavia y Grünberg (Zielona Góra). En Polonia preocupó la amenaza que suponía el restablecimiento del poderío de los Habsburgo en la zona para los polacos silesianos y algunos de los allegados del rey, entre ellos Stanisław Łubieński y Jerzy Zbaraski, le recordaron los derechos históricos de Polonia a la región y sugirieron la posibilidad de que actuase en ella. Pese a que al rey, católico devoto, muchos le desaconsejaron ayudar a los Habsburgo, correligionarios, decidió por fin brindarles su apoyo, pero no de manera oficial.
Los diez mil hombres de la división mercenaria de Lisowczycy, que acababan de regresar de la campaña de Moscú y suponían una molestia para la szlachta, estaban disponibles para participar en nuevas campañas en el extranjero. Segismundo los envió a ayudar al emperador Fernando II. La intervención de Segismundo influyó notablemente en la suerte de la primera fase del conflicto y contribuyó a salvar a los Habsburgo, que se hallaban en un trance.

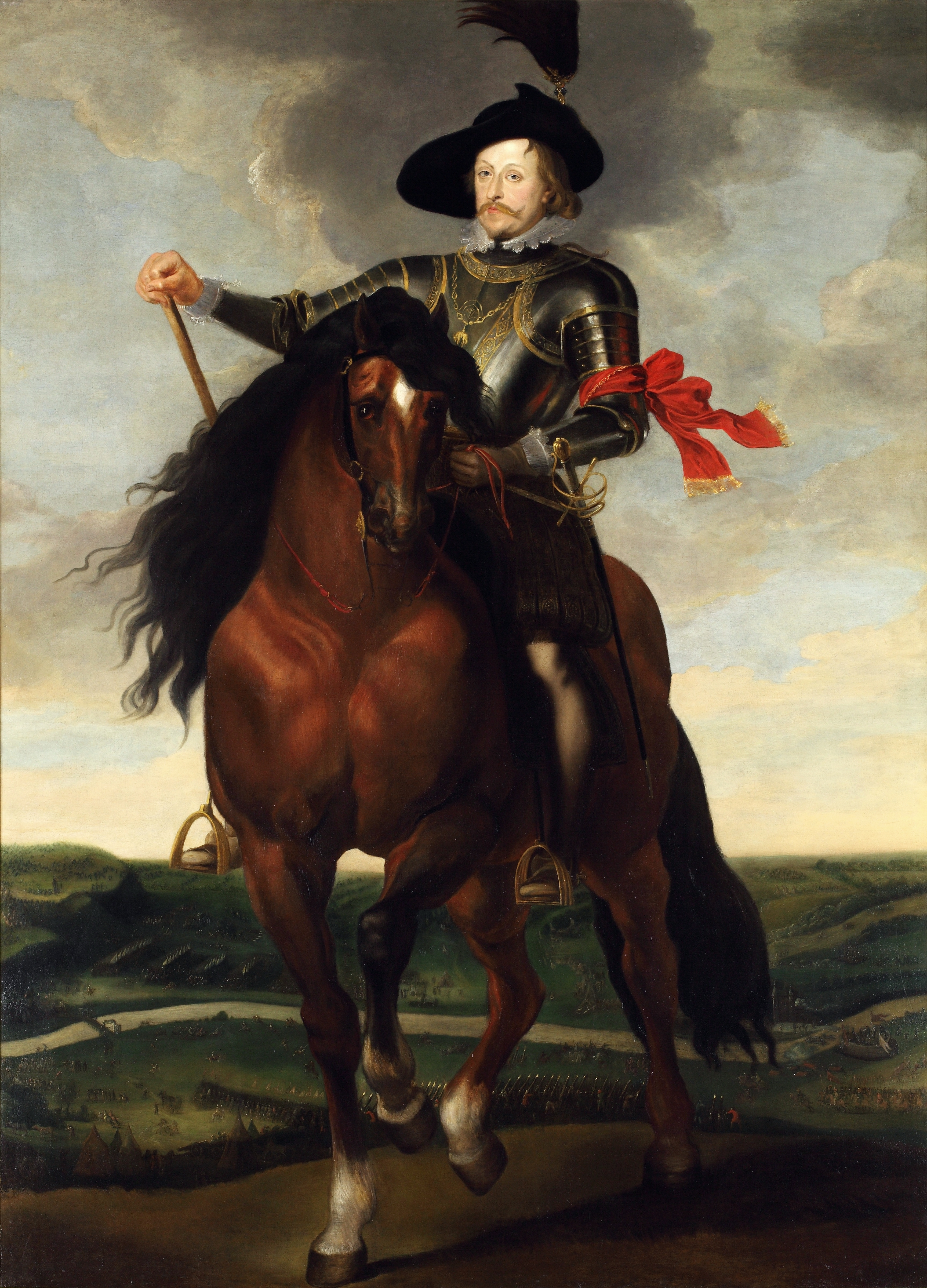
Vladislao IV

Los Lisowczycy penetraron en el norte de Hungría (la moderna Eslovaquia) y en 1619 derrotaron a las huestes transilvanas en la batalla de Humenné. El príncipe Bethlen Gábor de Transilvania, quien junto con los checos había sitiado Viena, tuvo que retirarse precipitadamente a su país y hacer las paces con Fernando, lo que agravó la situación de los rebeldes checos, desbaratados en la batalla de la Montaña Blanca. A continuación, los Lisowczycy participaron en las brutales campañas que se llevaron a cabo para aplastar la rebelión en la región de Glatz (Kłodzko) y en otros lugares de Silesia, Bohemia y Alemania.
Después de que los Habsburgo y sus aliados sofocasen la Revuelta de Bohemia, sometieron a los habitantes de la región, incluida la nobleza polaca de la Silesia, a una severa represión y les aplicaron la Contrarreforma; expulsaron a miles de silesianos del territorio y muchos de estos se refugiaron en Polonia. Después, durante los años de la guerra, la provincia fue talada repetidamente en las campañas militares que cruzaron el territorio; un notable protestante, el duque piasta Juan Cristiano De Brieg, llegó incluso a solicitar a Vladislao IV Vasa que se anexase el territorio. Este, pese a ser un rey tolerante incluso en asuntos de religión, era remiso, como lo había sido su padre, a complicar la mancomunidad en la guerra de los Treinta Años. Finalmente el emperador le entregó en feudo los ducados de Opole y Racibórz en 1646, que los Habsburgo recuperaron veinte años más tarde. La Paz de Westfalia confirmó la posesión de Silesia a estos, aunque para entonces la región había quedado arruinada por la guerra; se desató entonces una intensa persecución de los protestantes, incluidas las comunidades polacas de la Baja Silesia, que se vieron obligadas a emigrar o a someterse a un proceso de germanización.

## Conflictos con el Imperio otomano y el Kanato de Crimea

Área del mar Negro en 1600.

Aunque la República de las Dos Naciones no participó formalmente en la guerra de los Treinta Años, la alianza con la Monarquía de los Habsburgo contribuyó a que se viera envuelta en conflictos con el Imperio otomano, Suecia y el Zarato moscovita y, por lo tanto, la hizo influenciar pese a todo el curso de la contienda. La república tenía también sus propias razones además de la liga con los Habsburgo para enfrentarse a estos países.
Desde el siglo XVI, la Mancomunidad sufrió una serie de invasiones de los tártaros. En el siglo XVI, las incursiones de los cosacos alcanzaron la zona del mar Negro, los asentamientos turcos y las tierras tártaras. Como represalia, el Imperio otomano ordenó a sus vasallos tártaros, asentados en Crimea y Budjak talar las regiones polacas de Podolia y la Rutenia Roja. La zona fronteriza del sudeste sufrió guerras casi continuas hasta el siglo XVIII. Algunos investigadores calculan que el Kanato de Crimea hizo más de tres millones de cautivos durante su existencia que luego vendía como esclavos.

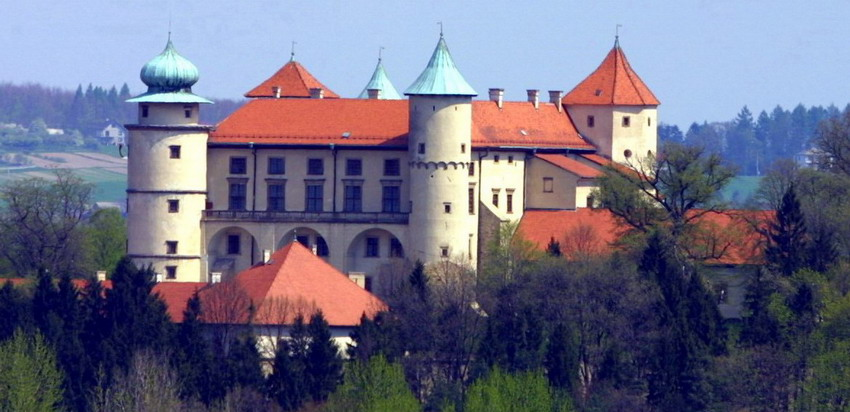
El castillo en Nowy Wiśnicz.

La mayor intensidad de las correrías cosacas se alcanzó en el período de 1613-1620; los cosacos llegaron a atacar Sinope en Anatolia. Los señores ucranianos, por su parte, continuaron entrometiéndose en los asuntos moldavos para colocar a sus parientes (la familia Movilesti) en el trono del hospodar (Stefan Potocki intervino en el principado en 1607 y 1612, y Samuel Korecki y Michał Wiśniowiecki en 1615). El jefe otomano Iskender Bajá aniquiló las fuerzas de los señores en Moldavia y obligó a Stanisław Żółkiewski a firmar el Tratado de Busza en la frontera de Polonia en 1617, por el cual la mancomunidad se comprometía a no intervenir en los asuntos de Wallachia y Transilvania.
El malestar turco por la influencia polaca sobre el Zarato moscovita, las consecuencias de la expedición de los Lisowczycy a Transilvania, feudo otomano en 1619, y el incendio de Varna por los cosacos en 1620 motivaron que el Imperio, regido a la sazón por el joven sultán Osman II, declarara la guerra contra la mancomunidad, con el objetivo de conquistarla.
.

La República de las Dos Naciones en su máximo esplendor, después de la Paz de Deúlino, en 1619

Las hostilidades, sin embargo, las comenzó el hetman polaco Stanislaw Zolkiewski, que acabó pereciendo en ellas. Zolkiewski junto con Koniecpolski y una pequeña fuerza penetraron a Moldavia, esperando que se uniesen a ellos tanto el hospodar de Moldavia Gaspar Graziani como los cosacos. La ayuda, empero, no llegó y los hétmanes tuvieron que hacer frente a fuerzas turcas y tártaras superiores acaudilladas por Iskender Bajá. La batalla acabó con la muerte de Zolkiewski, la captura de Koniecpolski y el desbaratamiento de las defensas meridionales de la Mancomunidad, que quedó inerme antes los vencedores; únicamente las desavenencias entre los jefes turcos y tártaros evitó que aprovechasen la ventaja obtenida por la victoria.
El Sejm se reunió en Varsovia y en las sesiones parlamentarias se acusó a la corte de poner en peligro el país; pese a todo, los delegados aprobaron altos impuestos para reclutar sesenta mil soldados y aumentar el número de cosacos que combatían como regulares hasta los cuarenta mil. Cooperaron con las fuerzas de la Mancomunidad, al mando de Jan Karol Chodkiewicz, Petró Konashévych-Sahaidachny y sus cosacos, que se alzaron contra los turcos y los tártaros y participaron en la siguiente campaña. En total alrededor de treinta mil soldados polaco-lituanos y veinticinco mil cosacos se enfrentaron en Jotín a una hueste otomana más numerosa al mando de Osman II. Los ataques feroces de los turcos a las posiciones fortificadas polaco-lituanas se sucedieron a lo largo de septiembre de 1621, pero fueron rechazados. El agotamiento de sus fuerzas hizo que el Imperio otomano se aviniese a firmar el Tratado de Jotín, que restableció la antigua frontera de tiempos de Segismundo II: el río Dniéster separaría los territorios de la Mancomunidad de los del Imperio, lo que suponía un resultado favorable para los polaco-lituanos. Después de que el Osman II fuese asesinado en un golpe palaciego, su sucesor Mustafa I ratificó el pacto.

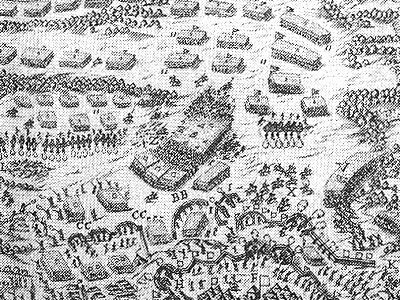
Imagen de la batalla de Jotín.

Las incursiones tártaras se reanudaron en 1623 y 1624, como reacción a las correrías cosacas; casi alcanzaron el Vistula y conllevaron los saqueos y captura de prisioneros habitual. Las defensas mejoraron gracias a Koniecpolsi, liberado del cautiverio, y Stefan Chmielecki, que vencieron a los tártaros en varias ocasiones entre 1624 y 1633 al frente de las unidades del Ejército regular, apoyadas por cosacos y la población civil en general. En 1633-1634, se libró una nueva guerra con los otomanos, que concluyó con un nuevo tratado de paz. En 1644, Koniecpolski derrotó al ejército de Tugay Bey en Ojmativ y planeaba una invasión del Kanato de Crimea cuando falleció. Los planes del rey Vladislao IV para emprender una gran cruzada internacional contra el Imperio otomano quedaron desbaratados por la oposición del Sejm de 1646. La incapacidad del Estado para controlar las actividades de los grandes señores feudales y de los cosacos originó inestabilidad casi permanente y peligro en las fronteras surorientales del país.

## Pérdidas territoriales en la zona del Báltico

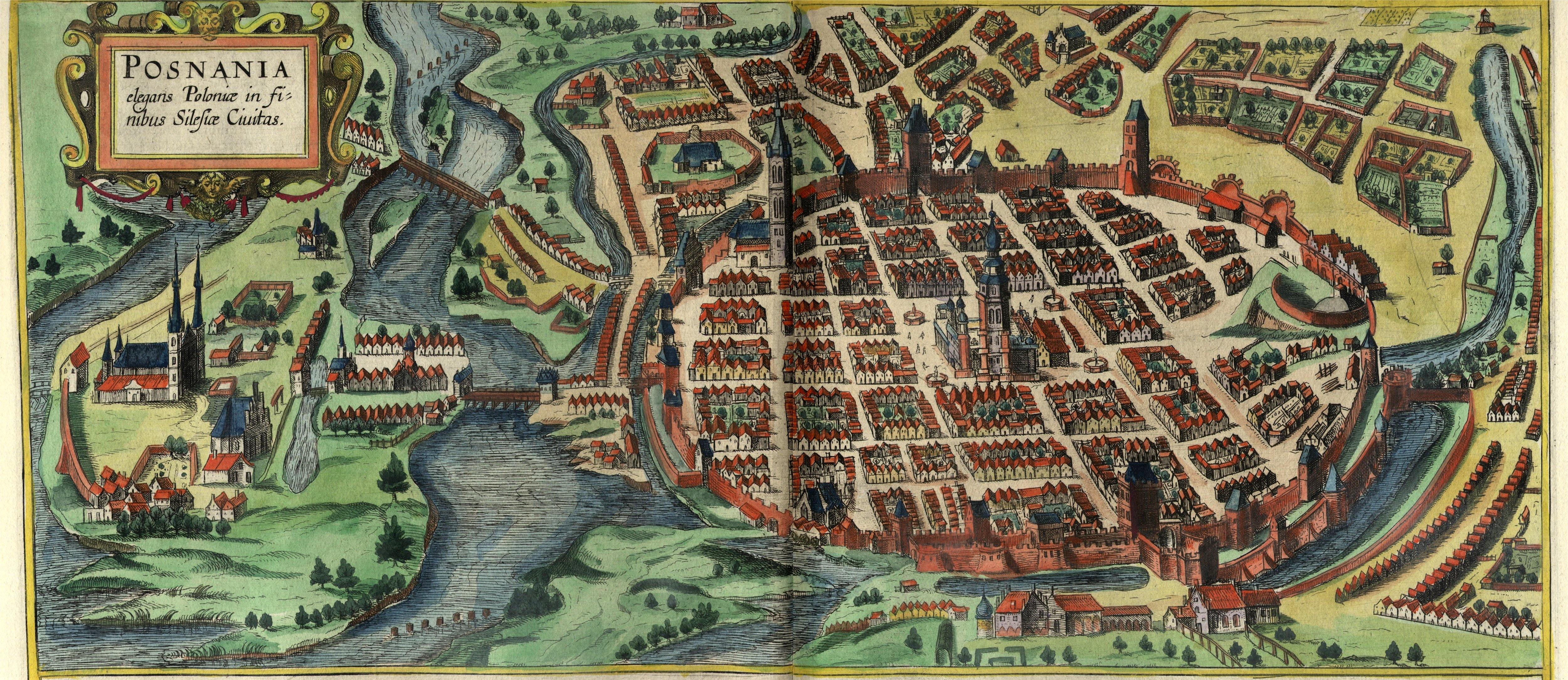
Poznań en torno a 1617.

Suecia supuso una amenaza mayor para la República de las Dos Naciones. Con la llegada al trono de Gustavo Adolfo, militar capaz y agresivo que mejoró la calidad de los ejércitos suecos y aprovechó el ardor protestante, Suecia se volvió más poderosa militarmente que la república polaco-lituana. Esta, agotada por las guerras con Zarato moscovita y el Imperio otomano y carente de aliados, no estaba preparada para afrontar este nuevo reto. Aunque la continua actividad diplomática de Segismundo III hicieron sospechar a la nobleza que el conflicto era simplemente otro capítulo de los problemas dinásticos con Suecia; en realidad, esta había decidido apoderarse de la costa del Báltico hasta entonces controlada por los polacos y gracias a ello beneficiarse del comercio marítimo de la zona, todavía en manos polaco-lituanas, lo que ponía en peligro la existencia misma de la república.
Gustavo Adolfo escogió atacar Riga, el centro del comercio del Gran Ducado de Lituania, a finales de agosto de 1621, justo cuando el ejército otomano se acercaba a Jotín, donde los polaco-lituanos tuvieron que concentrar sus fuerzas. Así la ciudad, que sufrió varios asaltos, acabó por rendirse un mes después. A continuación, los suecos se dirigieron hacia el sur y penetraron en Curlandia. Con Riga, la mancomunidad perdió el puerto báltico más importante de la región y un paso a la Livonia septentrional, el cruce del río Daugava. La Tregua de Mitawa de 1622 le permitió a Polonia conservar Curlandia y el este de Livonia, pero los suecos obtuvieron la mayor parte la región al norte del Daugava. Las fuerzas lituanas fueron capaces de quedarse con Dyneburg, pero sufrieron una gran derrota en la batalla de Wallhof.

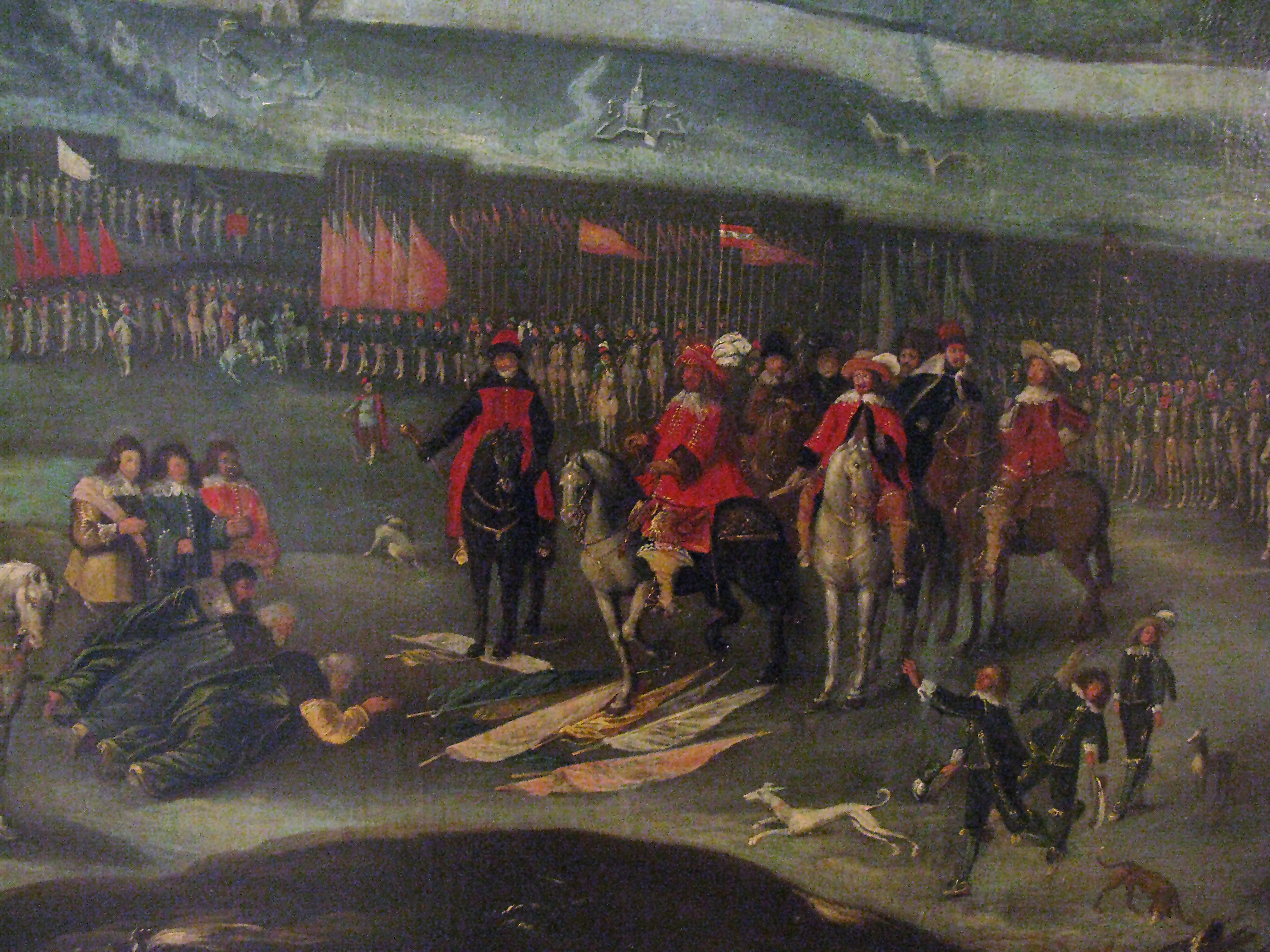
Vladislao IV en la guerra de Smolensk en 1634.

Las pérdidas redujeron notablemente el comercio y los ingresos aduaneros del Gran Ducado de Lituania. Los territorios polacos también se vieron afectados, ya que, en julio de 1626, los suecos tomaron Pillau y obligaron al duque Jorge Guillermo, elector de Brandenburgo y vasallo de la Mancomunidad por el Ducado de Prusia, sometido por entonces a la acometida sueca, a permanecer neutral en el conflicto. Los suecos conquistaron la costa baltica hasta Puck. Danzig (Gdańsk), que había permanecido leal a la Mancomunidad, fue sometida a un bloqueo naval.
Los polacos, a los que sorprendió completamente la invasión sueca, en septiembre trataron de contraatacar, pero fueron derrotados por Gustavo Adolfo en la batalla de Gniew. Las fuerzas polacas necesitaban modernizarse. El Sejm aprobó altos impuestos para sufragar la defensa del país, pero la recaudación no fue la esperada. Fueron la ciudad de Danzig, que abordó un apresurado plan de fortificaciones modernas y la iniciativa del hetman Stanisław Koniecpolski las que sacaron del apuro al país. El ilustre militar que había logrado varias victorias en las fronteras orientales aprendió rápidamente sobre asuntos marítimos y asumió los métodos bélicos modernos. Koniecpolski llevó a cabo el necesario aumento de la flota, la modernización del ejército y devino un digno adversario de Gustavo Adolfo en el arte de la guerra.

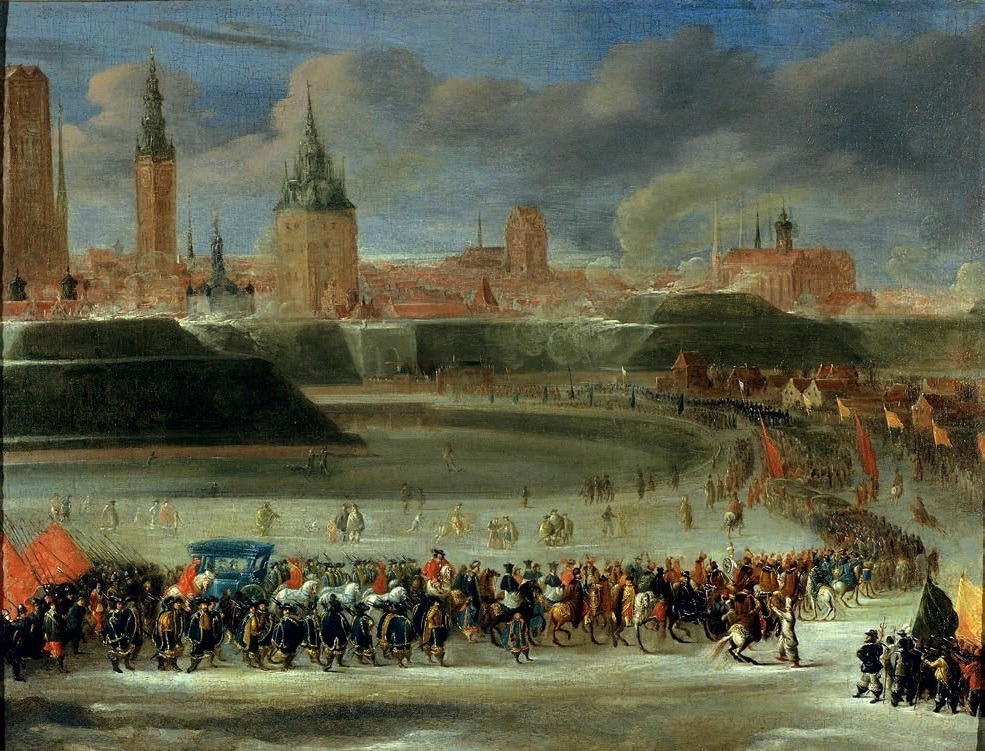
La llegada de la reina María Luisa Gonzaga, segunda esposa de Vladislao IV, a Danzig en 1646.

Koniecpolski dirigió la campaña militar de 1627, intentando evitar que el ejército sueco en el Ducado de Prusia avanzase hacia Danzig y bloquear que le llegasen refuerzos a Gustavo a Adolfo desde el Sacro Imperio Romano Germánico. Moviéndose rápidamente, el hetman recuperó Puck y después, en la batalla de Czarne (Hammerstein) aniquiló a las fuerzas que acudían para reforzar al rey sueco. Las fuerzas de Koniecpolski se mantuvieron cerca de Tczew, impidiendo el acceso a Danzig y evitando que el soberano sueco alcanzase su objetivo principal. En la batalla de Oliva, los barcos polacos derrotaron a una escuadra enemiga.
Danzig se salvó, pero al año siguiente, el ejército sueco en el Ducado de Prusia, con nuevas fuerzas, tomó Brodnica, y a principios de 1629 derrotó a las unidades polacas en Górzno. Desde su posición de la costa del Báltico, Gustavo Adolfo impuso un cerco económico a la mancomunidad y taló los territorios que había conquistado. Llegaron entonces fuerzas aliadas al mando de Albrecht von Wallenstein para detener el avance sueco. Acosado por el enemigo, Gustavo Adolfo tuvo que ceder Kwidzyn y refugiarse en Malbork, tras ser vencido y casi caer prisionero de Koniecpolski en la batalla de Trzciana.
La Mancomunidad no solo estaba militarmente agotada, sino que además varios países la apremiaban para que abandonase toda actividad militar contra los suecos con el fin de que Gustavo Adolfo pudiese pasar al Sacro Imperio Romano Germánico. El Tratado de Altmark que firmaron los dos países dejó Livonia al norte del Daugava y todos los puertos de Prusia y Livonia excepto Danzig, Puck, Königsberg y Lyibau en manos de los suecos, quienes también podían cobrar aranceles a las mercancías que pasaban por Danzig.

## Poder comprometido

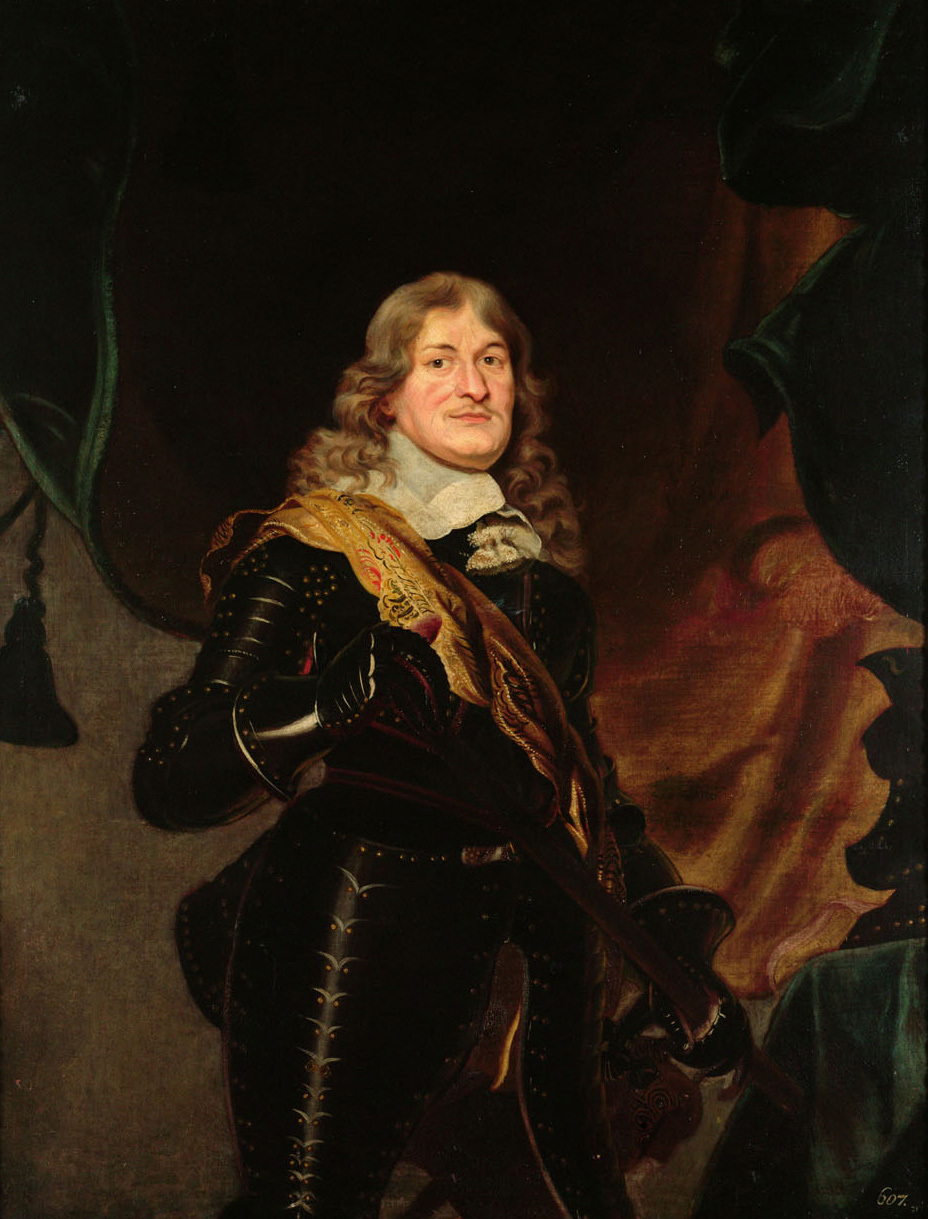
Federico Guillermo fue el último duque prusiano en prestar homenaje a un rey polaco.

Al tiempo que Vladislavo IV asumía la corona de la mancomunidad, Gustavo Adolfo, que había estado organizando una coalición antipolaca que hubiese incluido Suecia, Zarato moscovita, Transilvania y el Imperio otomano, murió. Entonces los rusos acometieron a los polacos por su cuenta, intentando recuperar las tierras perdidas en la Paz de Deúlino.
En otoño de 1632, un ejército ruso bien preparado tomó una serie de fortalezas en el lado lituano de la frontera y emprendió el asedio de Smolensk. La ciudad, bien fortificada, fue capaz de resistir el asalto inicial y los siguientes diez meses de cerco del gran ejército ruso al mando de Mijaíl Shein. Los polaco-lituanos enviaron una expedición de socorro de tamaño similar a la de los sitiadores rusos, al mando del hábil Vladislao IV. Después de meses de lucha feroz, Stein capituló en febrero de 1634. El Tratado de Poliánovka confirmó la distribución territorial del de Deúlino, con pequeños ajustes en favor del Zarato moscovita. Vladislao renunció además a sus derechos al trono ruso a cambio de una compensación monetaria.
Habiendo asegurado el frente oriental, el rey se pudo concentrar en recuperar los territorios del Báltico que los suecos habían arrebatado a su padre. Vladislao IV quería aprovechar la derrota de Suecia en Nördlingen y recuperar tanto los territorios perdidos como la Corona sueca. Los polacos, sin embargo, dudaban de los motivos del monarca y de sus preparativos bélicos y solo le permitieron emprender negociaciones con los suecos, en las que su renuencia a renunciar a la Corona sueca debilitó la posición de la mancomunidad. Según el Tratado de Stuhmsdorf de 1635, los suecos evacuaron las ciudades y puertos de la Prusia Real y dejaron de recaudar aranceles en estos: Polonia recuperó así los territorios del bajo Vistula. Suecia conservó gran parte de Livonia, mientras que la República de las Dos Naciones obtuvo Curlandia, que prosperó por el comercio lituano en el Báltico, que pasaba por la región.
.

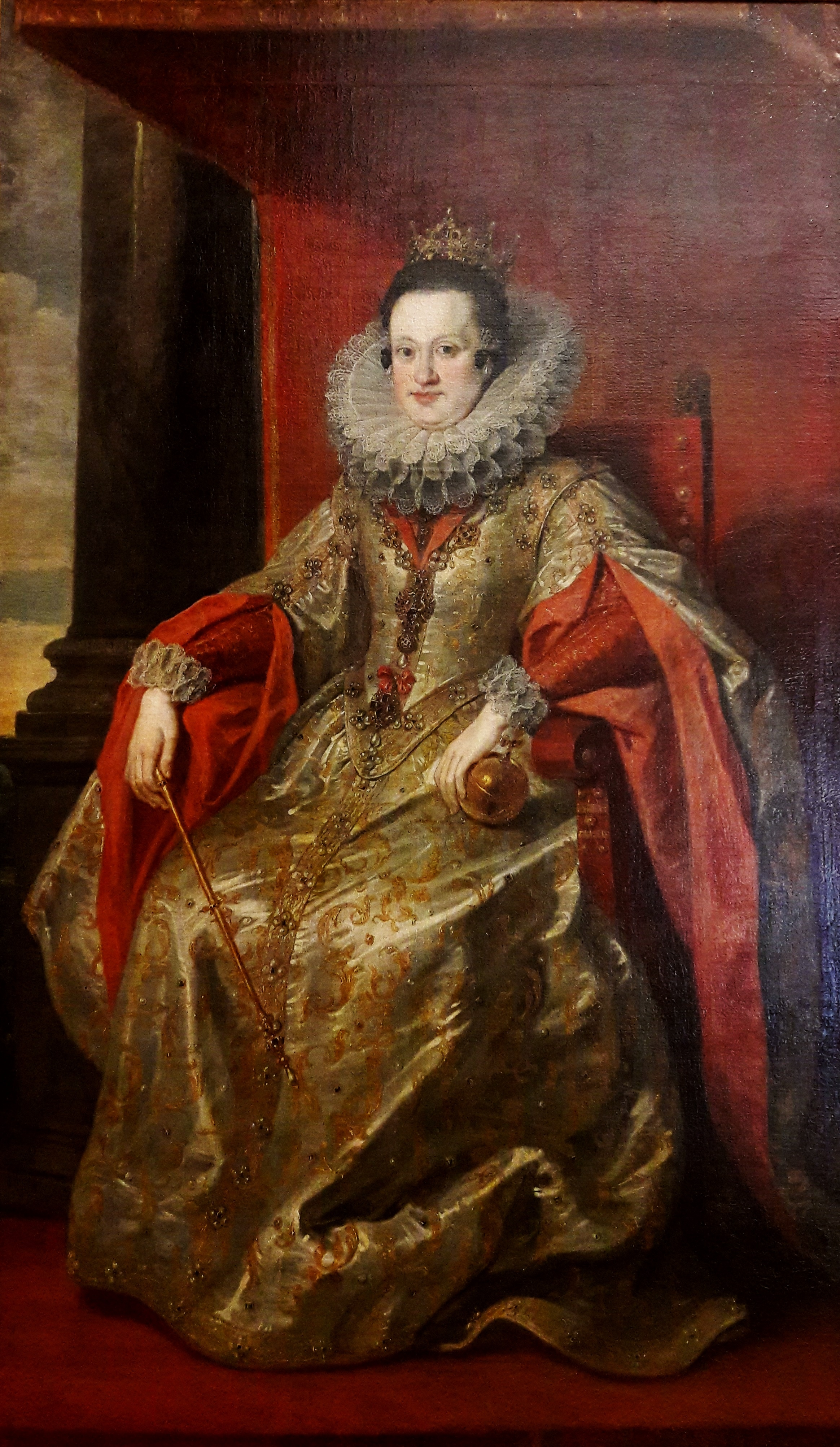
La segunda esposa de Segismundo III, Constanza de Habsburgo

El poder de la mancomunidad en el Ducado de Prusia fue debilitándose mientras crecía el del duque, elector de Brandeburgo. Con los electores, el territorio se había unido más estrechamente a Brandeburgo, lo que perjudicaba los intereses políticos de la mancomunidad. Segismundo III había entregado la administración del ducado primero a Joaquín Federico y luego a Juan Segismundo; este obtuvo en 1611 el consentimiento del rey y del Sejm para que los Hohenzollern heredasen el territorio. Juan Segismundo recibió el título de duque de Prusia en 1618, a la muerte de Alberto Federico; le sucedió Jorge Guillermo y a este Federico Guillermo, quien en 1641 en Varsovia fue el último duque en prestar homenaje a un rey polaco. Los duques de Brandeburgo que le siguieron hicieron concesiones nominales para complacer a la mancomunidad y justificar la concesión de privilegios, pero para entonces era palmario el cambio irreversible que se estaba produciendo en las relaciones entre el ducado y la república.
En 1637, falleció Bogislao XIV de Pomerania, duque de este territorio. Fue el último de la dinastía eslava de los Griffins que había regido el Ducado de Pomerania. Suecia adquirió la región, mientras que la mancomunidad tuvo que conformarse con recuperar sus feudos de Bytów y Lębork. Vladislao IV también reclamó la comarca de Słupsk en la conferencia de paz de Münster, pero se adjudicó finalmente a Brandeburgo, que después de la Paz de Westfalia se extendió por toda la Pomerania fronteriza con la mancomunidad, mientras que por el sur sus tierras lindaban con las de los Habsburgo. Algunas zonas de Pomerania estaban habitadas por eslavos kachubos y eslovincios.
La guerra de los Treinta Años dejó a la mancomunidad un legado ambiguo, con más perjuicios que ganancias, si bien el Estado polaco-lituano mantuvo su posición de potencia de la Europa central y oriental, una de las pocas de la región. A partir de 1635 el país disfrutó de un período de paz en el que las disensiones internas y la parálisis legislativa impidieron, no obstante, que se abordasen reformas de calado. Por ello la mancomunidad no estuvo preparada para afrontar los graves desafíos que surgieron a mediados del siglo.